# 17. September
Der 17. September ist der 260. Tag des gregorianischen Kalenders (der 261. in Schaltjahren), somit bleiben 105 Tage bis zum Jahresende.

## Ereignisse

### Politik und Weltgeschehen
- 1156: Mit dem Privilegium minus erhebt Kaiser Friedrich I. Österreich unter Markgraf Heinrich II. Jasomirgott zum erblichen Herzogtum für das Haus Babenberg.
- 1176: In der Schlacht bei Myriokephalon besiegen die Seldschuken das Byzantinische Reich.
- 1630: Der erste Gouverneur der Massachusetts Bay Colony, John Winthrop, fasst die wenige Monate zuvor von Puritanern errichteten Siedlungen Trimountaine und Shawmut im Nordosten der heutigen USA zum Ort namens Boston zusammen und gründet damit die Stadt.

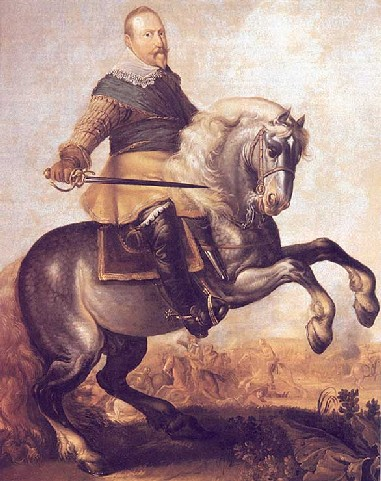
1631: Gustav II. Adolf in der Schlacht bei Breitenfeld

- 1631: Die Armeen der Schweden und Kursachsen unter Gustav II. Adolf besiegen während des Dreißigjährigen Krieges in der Schlacht bei Breitenfeld den Feldherrn Tilly, der die Katholische Liga anführt.
- 1678: In Nijmegen kommt es zum Friedensvertragsschluss zwischen Frankreich und Spanien. Frankreich erhält Gebietszuwächse, so die Freigrafschaft Burgund, während Spanien aus dem Holländischen Krieg ausscheidet.
- 1787: Der Verfassungskonvent verabschiedet die bundesstaatliche Verfassung der Vereinigten Staaten.
- 1793: In Frankreich billigt die Terrorherrschaft das Gesetz über die Verdächtigen, das die rechtliche Basis für die Schreckensherrschaft unter Maximilien de Robespierre wird.
- 1809: Der Russisch-Schwedische Krieg wird durch den Vertrag von Fredrikshamn beendet: Schweden verliert ein Drittel seines Territoriums. Unter anderem muss Finnland an Russland abgetreten werden.

1862: Schlacht am Antietam

- 1862: Im Amerikanischen Bürgerkrieg siegen die Truppen der Nordstaaten über die Armee der konföderierten Südstaaten in der Schlacht am Antietam. Die Südstaaten müssen sich aus Maryland zurückziehen.
- 1882: Kaiser Franz Joseph I. entgeht bei einem Besuch von Triest einem vom Irredentisten Donato Ragosa verübten Bombenattentat, das dieser gemeinsam mit Guglielmo Oberdan geplant hat. Zwei Zuschauer sterben.
- 1885: Der osmanische Generalgouverneur von Ostrumelien, Gavril Pascha, wird durch einen Offiziersputsch gestürzt. Die Provinz erklärt die sofortige Vereinigung mit dem Fürstentum Bulgarien unter Fürst Alexander von Battenberg.
- 1894: In der Seeschlacht am Yalu während des Ersten Japanisch-Chinesischen Krieges besiegen die Japaner die Chinesen.
- 1908: Beim Absturz des zweisitzigen Flugzeugs Flyer A mit dem Piloten Orville Wright kommt der Passagier Thomas E. Selfridge ums Leben; er ist damit das erste Todesopfer bei einem Flugzeugunglück.

1911: Teuerungsrevolte

- 1911: In Wien kommt es zur Teuerungsrevolte von Arbeitern, die vom Militär gewaltsam niedergeschlagen wird. Zum ersten Mal seit 1848 wird in Wien wieder das Feuer auf Demonstranten eröffnet. Dabei kommen drei Menschen ums Leben, 149 werden verletzt.
- 1916: Manfred von Richthofen, später Der Rote Baron genannt, gewinnt über Cambrai seinen ersten Luftkampf im Ersten Weltkrieg.
- 1923: In Lörrach kommt es zu gewalttätigen Auseinandersetzungen zwischen den Proletarischen Hundertschaften und der Schutzpolizei.
- 1938: Auf Befehl Hitlers wird das Sudetendeutsche Freikorps gegründet, das in den folgenden Wochen auf dem Höhepunkt der Sudetenkrise staatliche Einrichtungen der Tschechoslowakei überfällt.
- 1939: Nach dem deutschen Überfall auf Polen marschieren zwei sowjetische Heeresgruppen (Fronten) gemäß dem geheimen Zusatzprotokoll des Hitler-Stalin-Pakts in Ostpolen ein.

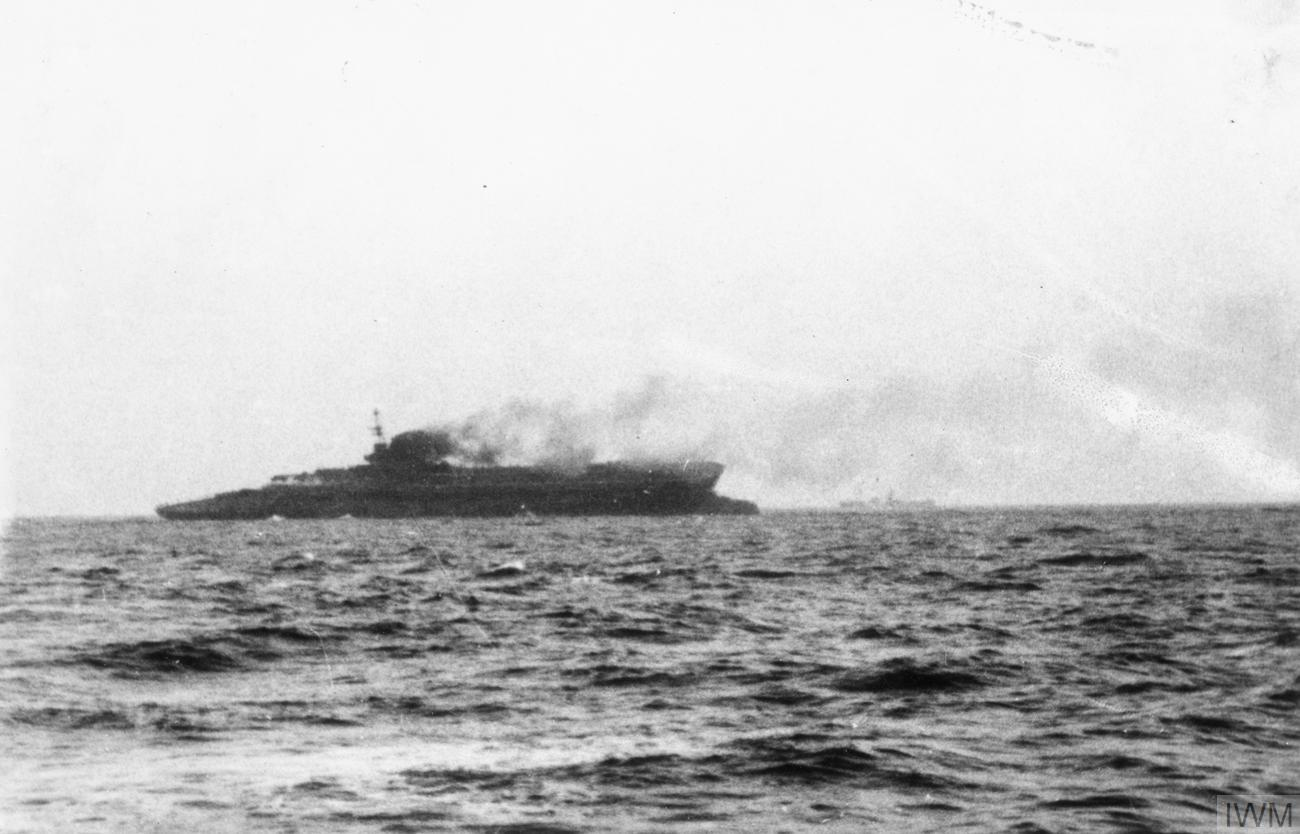
1939: Die sinkende Courageous

- 1939: Das deutsche U-Boot U 29 versenkt den britischen Flugzeugträger Courageous mit zwei Torpedotreffern. Beim Untergang des Kriegsschiffes sterben 518 Mann der Besatzung, 741 werden von einem Passagierschiff gerettet.
- 1940: Die geplante Invasion Englands (Deckname Unternehmen Seelöwe) während des Zweiten Weltkriegs durch deutsche Truppen wird aufgrund massiven Widerstands der Royal Air Force auf unbestimmte Zeit verschoben.
- 1941: Mohammad Reza Pahlavi legt vor dem iranischen Parlament den Eid auf die Verfassung ab und ist damit Schah des Iran. Die Operation Countenance ist abgeschlossen.
- 1941: Im Deutschen Reich werden die ersten Todesurteile wegen Hörens von Feindsendern gefällt.
- 1944: An der Westfront starten die Alliierten in den niederländischen Provinzen Noord-Brabant und Gelderland die Operation Market Garden, um den deutschen Westwall zu umgehen und einen raschen Vorstoß ins Deutsche Reich zu erzielen.
- 1944: Partisanen der Jugoslawischen Volksbefreiungsarmee befreien zum zweiten Mal die bosnische Stadt Tuzla.

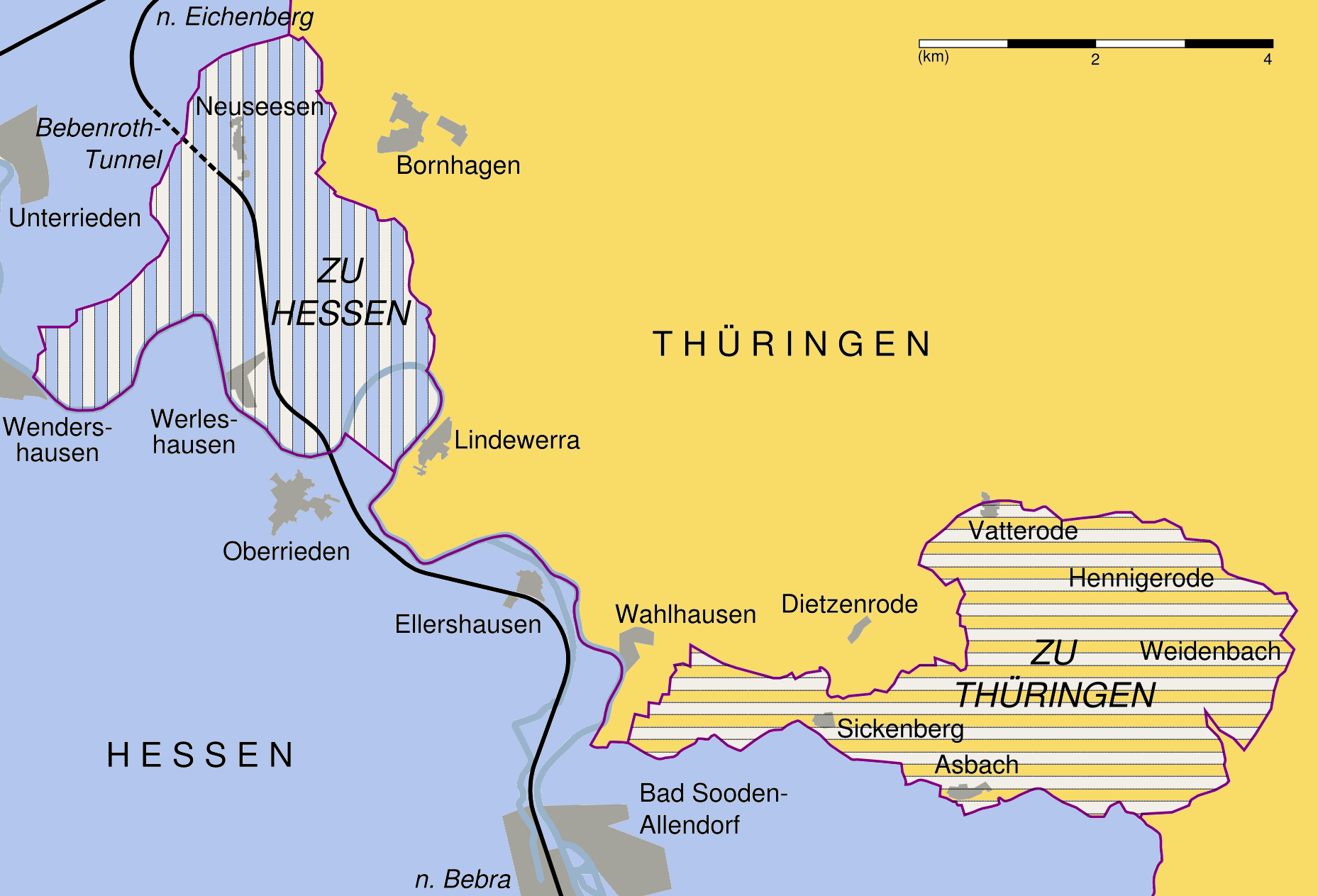
1945: Im Rahmen des Wanfrieder Abkommens getauschte Gebiete

- 1945: Im Wanfrieder Abkommen werden Gebiete zwischen der amerikanischen und der Sowjetischen Besatzungszone getauscht, um die Bahnstrecke Göttingen–Bebra ungestört verkehren lassen zu können.
- 1945: In Lüneburg beginnt der Bergen-Belsen-Prozess, der erste Kriegsverbrecherprozess in Deutschland, bei dem ein britisches Militärgericht gegen die Wachmannschaft des KZ Bergen-Belsen verhandelt. Hauptangeklagter ist Josef Kramer, letzter Lagerkommandant des Konzentrationslagers.
- 1948: Der schwedische Diplomat Graf Folke Bernadotte wird von jüdischen Extremisten in Jerusalem ermordet.
- 1957: Feldmarschall Sarit Thanarat übernimmt nach einem Staatsstreich die Macht in Thailand.
- 1961: Der durch einen Militärputsch gestürzte türkische Premierminister Adnan Menderes wird hingerichtet.
- 1970: In Jordanien beginnt die Armee damit, den im Lande ausgebrochenen Aufstand des Schwarzen September der palästinensischen Fedajin niederzuschlagen.

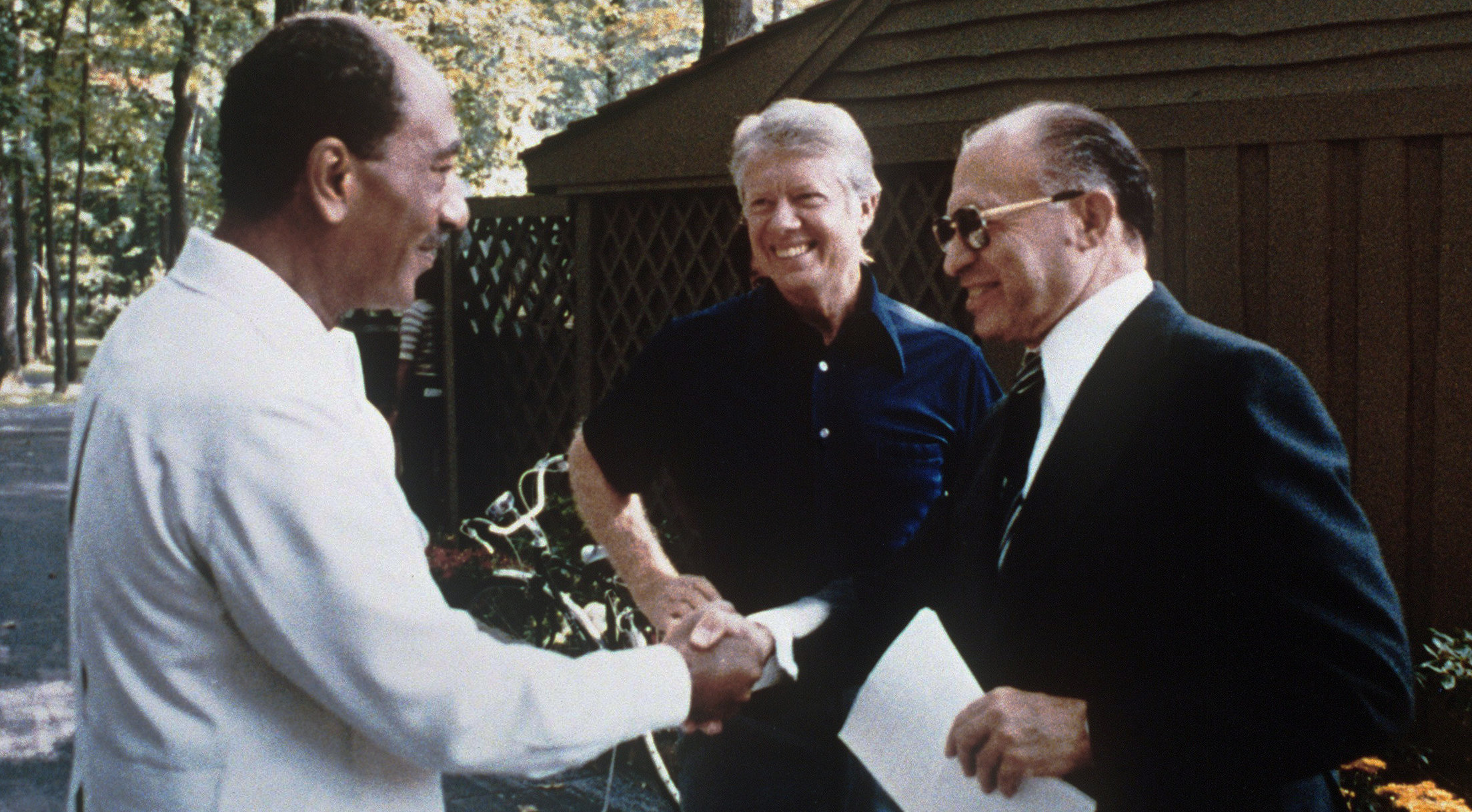
1978: Anwar as-Sadat, Jimmy Carter und Menachem Begin

- 1978: Der ägyptische Staatspräsident Muhammad Anwar as Sadat und der israelische Ministerpräsident Menachem Begin unterzeichnen in Washington, D.C. auf Basis der Resolution 242 des UN-Sicherheitsrates das Camp-David-Abkommen.
- 1980: In einer Rede vor der irakischen Nationalversammlung zerreißt Präsident Saddam Hussein das fünfeinhalb Jahre zuvor von ihm selbst unterschriebene Abkommen von Algier, mit dem die Grenze zum Iran festgelegt worden ist. Fünf Tage später beginnt er den Golfkrieg.
- 1980: Die unabhängige Gewerkschaft Solidarność wird als Zusammenschluss verschiedener Streikkomitees in Polen gegründet. Zum Vorsitzenden wird Lech Wałęsa gewählt.
- 1980: Anastasio Somoza, Ex-Präsident von Nicaragua, wird in Asunción, Paraguay, mit Panzerfaust und Maschinengewehren ermordet.
- 1982: Wegen Uneinigkeiten über den Haushaltsentwurf scheitert die 13-jährige Koalition zwischen SPD und FDP in Deutschland. Die SPD bildet bis zum Misstrauensvotum am 1. Oktober 1982 eine Minderheitsregierung.
- 1991: Bei den Ausschreitungen in Hoyerswerda terrorisieren Neonazis aus Vietnam stammende Straßenhändler. Eine Welle gewalttätiger und fremdenfeindlicher Gewalttaten in ganz Deutschland wird ausgelöst
- 1991: Nord- und Südkorea werden Mitgliedsstaaten der Vereinten Nationen.
- 1992: Im Auftrag der Regierung des Iran erschießen Attentäter vier Mitglieder der Demokratischen Partei Kurdistans bei einem Anschlag im Restaurant Mykonos in Berlin-Wilmersdorf.
- 2006: Bei der Wahl zum Schwedischen Reichstag gewinnen mit sieben Mandaten Vorsprung die in der Allianz für Schweden zusammengeschlossenen bürgerlichen Parteien. Sie lösen die Sozialdemokraten an der Regierung ab, die seit 1994 den Ministerpräsidenten stellten.

### Wirtschaft
- 1861: Der Straßburger Buchhändler Oscar Berger-Levrault gibt in einer Auflage von wenigen Dutzend den weltweit ersten Briefmarkenkatalog heraus.
- 1904: Der Drogist Max Riese meldet die von ihm erfundene Penaten-Creme beim Reichspatentamt in Berlin an.
- 1993: Der Daimler-Benz-Konzern beschließt den Abbau von weltweit rund 44.000 Arbeitsplätzen, etwa 35.000 davon allein in Deutschland.
- 2001: Die Terroranschläge am 11. September 2001 führen zu einem schweren Einbruch der Börsenkurse im Land, der Dow-Jones-Index geht auf 8920,7 Punkte zurück.
- 2008: Als Folge der herrschenden Panik im Zuge der Finanzkrise steigt der Goldpreis im New Yorker Handel steil von 784 auf 863 US-Dollar pro Unze an, während es weltweit zu weiteren massiven Einbrüchen an den Börsen kommt, obwohl sich die Notenbanken weltweit um eine Eindämmung der Krise bemühen. So hat in der Nacht zuvor die US-amerikanische Fed dem vor wenigen Monaten noch weltgrößten Versicherungskonzern American International Group ein Darlehen von 85 Milliarden Dollar gewährt und ihn im Gegenzug zu 79,9 Prozent übernommen und damit quasi verstaatlicht, um ihn vor der Insolvenz zu retten.

### Wissenschaft und Technik
- 525 v. Chr.: Der Stern Antares wird letztmals von der Venus bedeckt.
- 1737: Die Georg-August-Universität Göttingen wird als Universität im Geist der Aufklärung eröffnet.

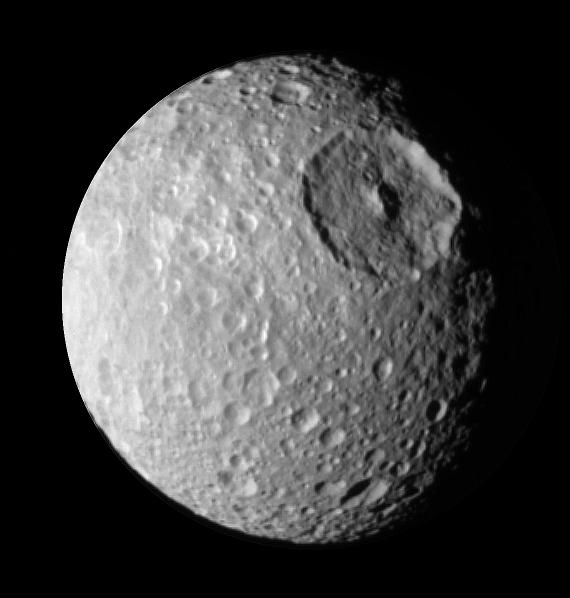
1789: Saturnmond Mimas

- 1789: Der Astronom William Herschel entdeckt jenen Saturnmond, der später als Mimas bezeichnet wird.
- 1843: Die Universidad de Chile in Santiago de Chile wird offiziell ihrer Bestimmung übergeben.
- 1871: Der Mont-Cenis-Tunnel wird eröffnet. Der Eisenbahntunnel sorgt für schnellere Verbindungen zwischen Paris und Rom und unterquert das Mont-Cenis-Massiv in den Westalpen.
- 1931: Die erste für die Öffentlichkeit bestimmte Langspielplatte mit 33⅓ Umdrehungen pro Minute wird in New York vorgestellt.
- 1945: Die Albert-Ludwigs-Universität Freiburg nimmt mit der Katholisch-Theologischen Fakultät wieder den Lehrbetrieb auf.
- 1952: E. J. Smith fliegt mit seinem Hubschrauber Bell 47 D über 1.958,8 km ohne Zwischenlandung und stellt damit einen neuen Weltrekord auf.
- 1956: Das erste Radioteleskop Deutschlands (Astropeiler Stockert) auf dem Stockert bei Bad Münstereifel wird eingeweiht.

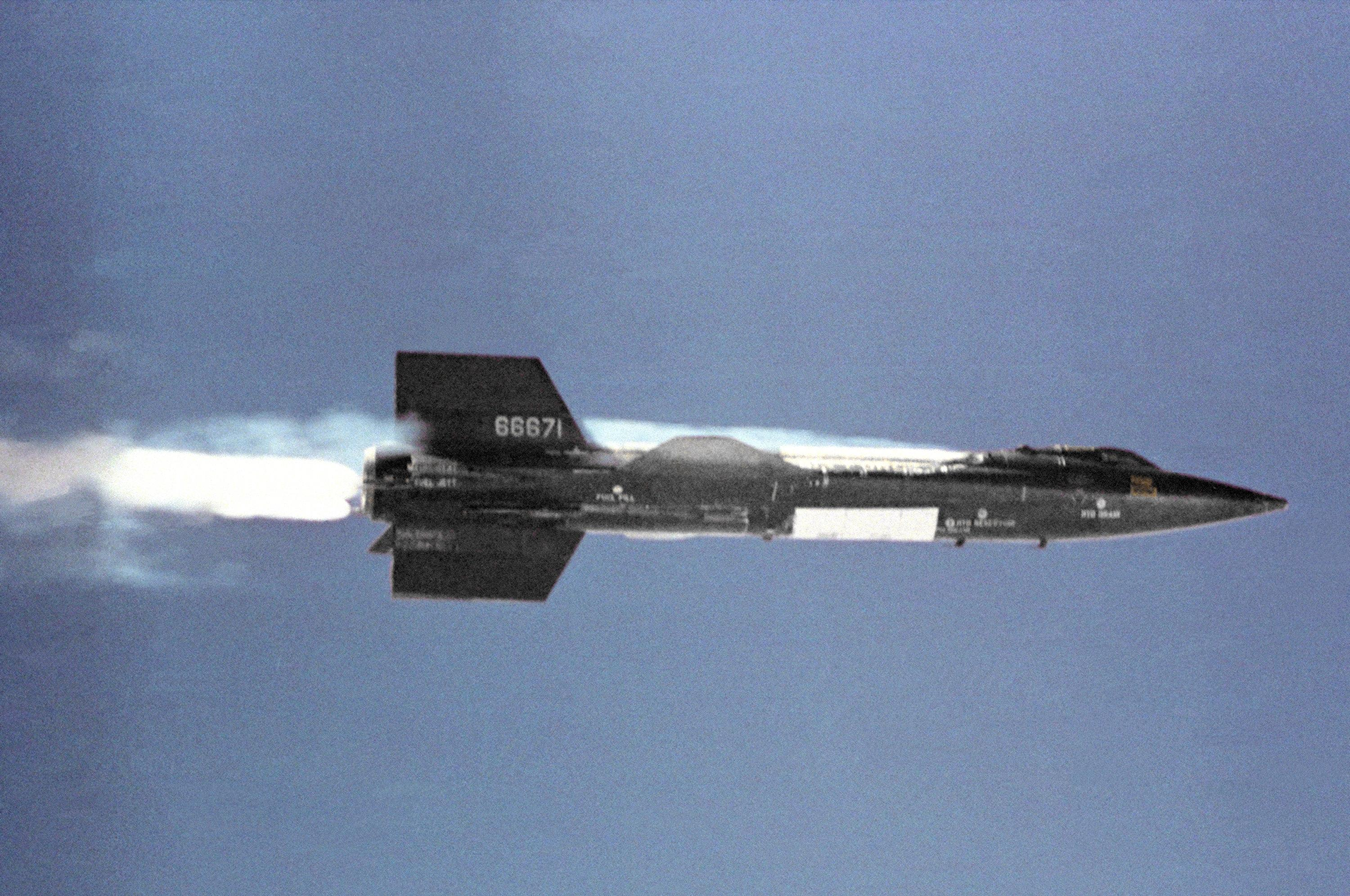
1959: X-15

- 1959: Das Experimentalflugzeug North American X-15 fliegt erstmals mit eigenem Raketenantrieb.
- 1976: Roll Out des Space Shuttle Enterprise bei Rockwell in Palmdale, Kalifornien. Die Enterprise diente als Technologieträger zum Studium aller Probleme der Shuttle-Technologie, sie ist heute als Museumsstück im Besitz des Smithsonian Institutes.
- 1991: Linus Torvalds veröffentlicht die erste Version von Linux (Version 0.01) auf einem öffentlichen FTP-Server und schafft damit die Grundlage zur weltweiten Entwicklung dieses neuen Open-Source-Betriebssystems.

### Kultur
- 1870: Die Uraufführung der Tragödie Boris Godunow von Alexander Puschkin, die vier Jahre später von Modest Mussorgski als gleichnamige Oper vertont wird, findet in Sankt Petersburg statt.

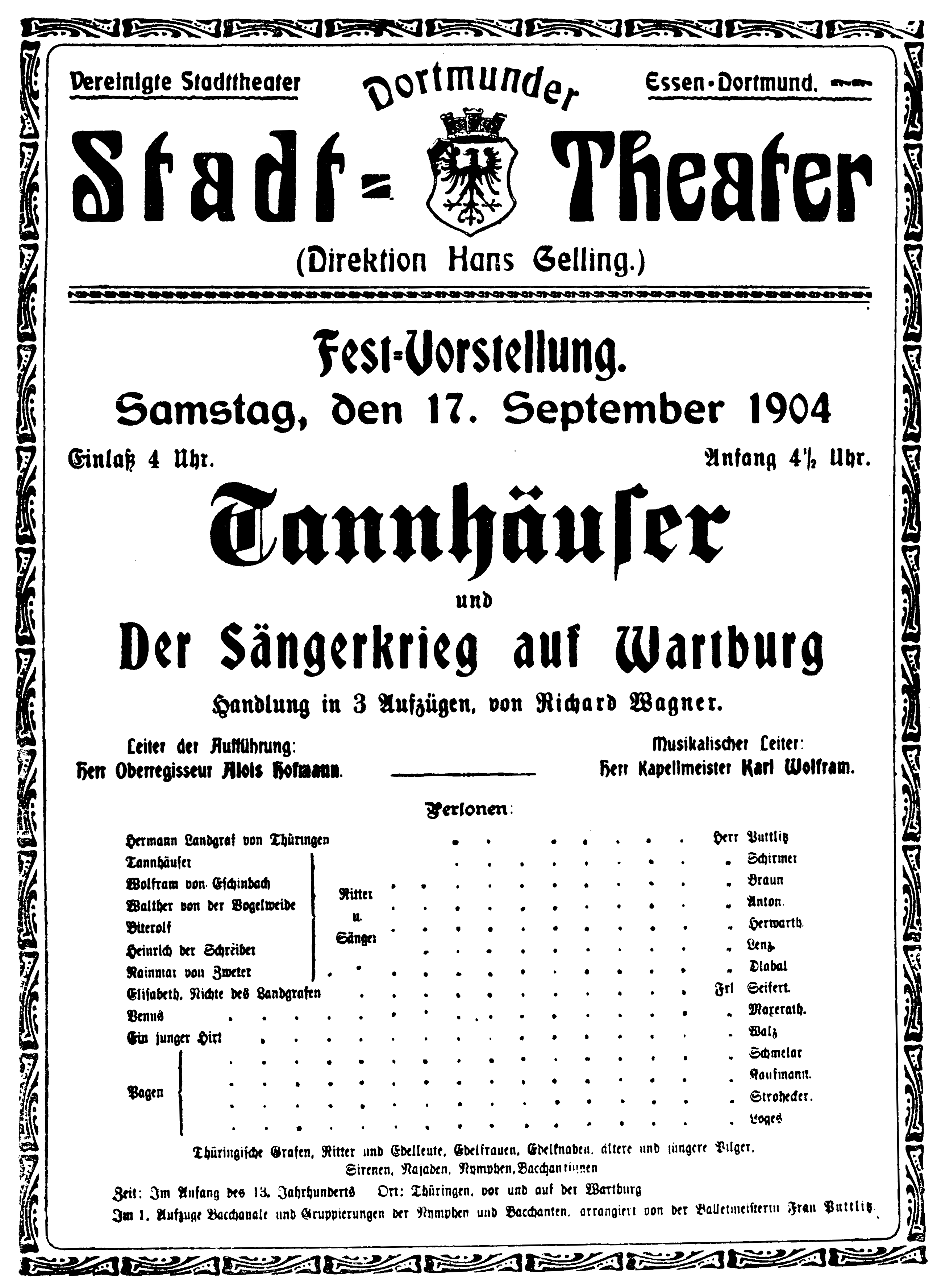
1904: Programmzettel zur Eröffnung

- 1904: Das neue Theater in Dortmund wird mit Richard Wagners Tannhäuser und der Sängerkrieg auf Wartburg eingeweiht.
- 1922: Der erste Tonfilm der Welt mit integrierter Lichttonspur, Der Brandstifter, hat in Berlin Premiere.
- 1925: Die erste Wochenschau der Ufa wird gezeigt.
- 1945: Im Hörfunk der Schweizerischen Rundspruchgesellschaft wird erstmals die Informationssendung Echo der Zeit ausgestrahlt.
- 1954: In Berlin wird die Amerika-Gedenkbibliothek als Geschenk der USA an Berlin nach der überstandenen Blockade durch die Sowjetunion eröffnet.
- 1961: Die Uraufführung des Schauspiels Glückliche Tage von Samuel Beckett findet in New York statt.
- 1962: Duke Ellington spielt mit Charles Mingus und Max Roach das Album Money Jungle ein.

1964: Besetzungszettel Der Zerrissene

- 1964: Die Uraufführung der Oper Der Zerrissene von Gottfried von Einem findet an der Hamburgischen Staatsoper statt.
- 1964: In Mexiko-Stadt wird das neu erbaute Nationalmuseum für Anthropologie eröffnet, dessen Ausstellungen sich der präkolumbischen Vergangenheit und der lebenden indianischen Kultur Mexikos widmen.
- 1964: Im Odeon Leicester Square in London wird der dritte James-Bond-Film Goldfinger uraufgeführt.
- 1966: Im deutschen Fernsehen wird die erste Folge der Serie Raumpatrouille – Die phantastischen Abenteuer des Raumschiffes Orion gezeigt.
- 1980: Die Urversion des Musicals Les Misérables von Claude-Michel Schönberg und Alain Boublil nach dem gleichnamigen Roman von Victor Hugo wird in Paris uraufgeführt.
- 1981: In München wird der Film Das Boot nach Lothar-Günther Buchheims gleichnamigem Roman uraufgeführt.
- 1991: Guns n’ Roses veröffentlichen ihre beiden Use Your Illusion-Alben und lösen damit einen Ansturm auf die Schallplattenläden aus.
- 2007: Der Spielfilm Das Massaker von Katyn des polnischen Regisseurs Andrzej Wajda über das Massaker von Katyn hat seine Uraufführung in den polnischen Kinos.
- 2016: Die japanische Comicverfilmung A Silent Voice des Regisseurs Naoko Yamada wird in japanischen Kinos uraufgeführt.

### Gesellschaft
- 1859: Joshua Norton, Geschäftsmann aus San Francisco, der im Vorjahr Bankrott anmelden musste, ernennt sich selbst zum „Kaiser dieser Vereinigten Staaten“.
- 1933: In der Schweiz wird der katholische Jugendverband Blauring als weibliches Gegenstück zur seit 1932 existierenden Jungwacht gegründet.
- 1983: Vanessa Williams wird zur ersten afroamerikanischen Miss America gewählt.

### Religion
- 1863: Papst Pius IX. ruft in der Enzyklika Incredibili die Katholiken in Neu-Granada, dem heutigen Kolumbien, zum Widerstand gegen die Regierung auf.
- 1882: In seiner Enzyklika Auspicato concessum „über den Heiligen Franz von Assisi“ hält Papst Leo XIII. eine Lobrede auf den Franziskanerorden und erlässt eine Exhortatio, um die Ausdehnung des „Dritten Ordens“ in jedem Teil der Welt zu fördern.

### Katastrophen
- 1928: Durch den Okeechobee-Hurrikan bricht der Deich des Okeechobeesees. Durch die folgende Flut kommen über 2500 Menschen ums Leben.

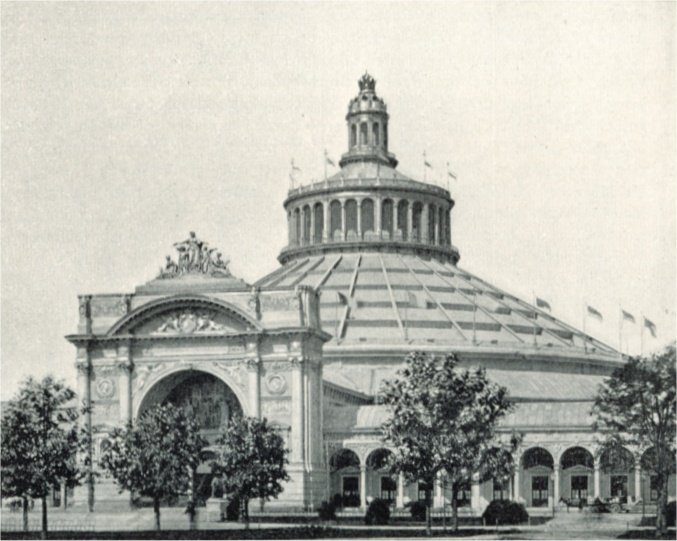
1937: Rotunde in Wien

- 1937: Im Wiener Prater brennt die Rotunde nieder, eines der Wahrzeichen der Weltausstellung 1873 in der Donaustadt.
- 1949: Der kanadische Passagierdampfer SS Noronic brennt über Nacht im Hafen von Toronto ab, 122 Menschen sterben.

Kleinere Unglücksfälle sind in den Unterartikeln von Katastrophe und in der Liste von Katastrophen aufgeführt.

### Natur und Umwelt
- 2022: Im indischen Kuno-Nationalpark werden die ersten Geparden (Wildfänge aus Afrika) ausgewildert, nachdem der letzte frei lebende Gepard in Indien im Jahr 1947 erlegt worden war.

### Sport
- 1902: In der zu diesem Zeitpunkt selbständigen Gemeinde Meiderich wird der Meidericher Spielverein von 1902 e. V., der heutige MSV Duisburg gegründet.

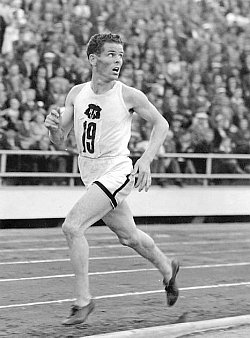
1939: Taisto Mäki bei seinem Weltrekordlauf

- 1939: In Helsinki erreicht der Finne Taisto Mäki als erster Mensch im 10.000-Meter-Lauf mit gestoppten 29:52,6 Minuten eine Zeit unter der Schwelle von 30 Minuten.
- 1988: Die Olympischen Sommerspiele in Seoul werden eröffnet.
- 1990: Das Internationale Olympische Komitee streicht Regel 26 der Zulassungsbestimmungen, so dass fortan auch Profis an den Olympischen Spielen teilnehmen dürfen.
- 2004: Der griechische Staatspräsident Konstantinos Stefanopoulos eröffnet die 12. Sommer-Paralympics in Athen, die bis zum 28. September dauern werden. An den Paralympischen Spielen nehmen rund 4000 Athleten aus 144 Nationen teil.
- 2006: Bei der Weltmeisterschaft der Herren wird die deutsche Hockeynationalmannschaft der Herren zum zweiten Mal Weltmeister. Sie gewinnt das Finale in Mönchengladbach durch einen 4:3-Sieg über Australien.
- 2006: Neuseeland gewinnt das Finale der Frauen-Rugby-Union-Weltmeisterschaft in Edmonton 25:17 gegen England.

Einträge von Leichtathletik-Weltrekorden befinden sich unter der jeweiligen Disziplin unter Leichtathletik.

## Geboren

### Vor dem 18. Jahrhundert
- 0879: Karl III., westfränkischer König
- 1192: Minamoto no Sanetomo, dritter japanischer Shōgun
- 1216: Robert I., Graf von Artois
- 1312: William de Burgh, 3. Earl of Ulster, irischer Adeliger
- 1358: Basileios Komnenos der Jüngere, Kronprinz im Kaiserreich Trapezunt
- 1385: Thomas Mowbray, 2. Earl of Nottingham, englischer Magnat
- 1433: Jaime de Portugal, portugiesischer Kardinal und Erzbischof von Lissabon
- 1479: Celio Calcagnini, italienischer Humanist

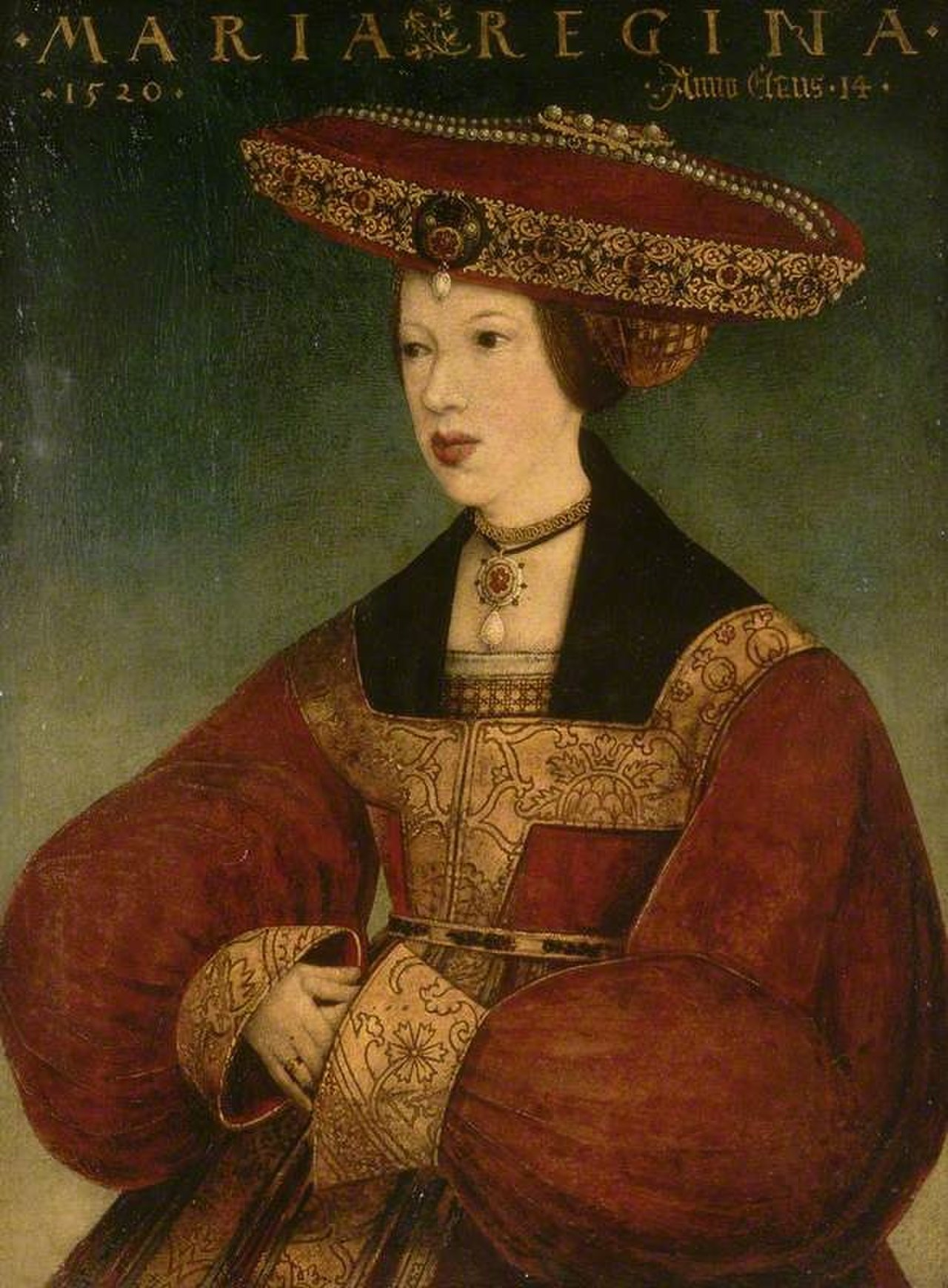
Maria von Ungarn (* 1505)

- 1505: Maria von Ungarn, Erzherzogin von Österreich, Prinzessin von Spanien und Königin von Böhmen und Ungarn
- 1520: Laurentius Lindemann, deutscher Rechtswissenschaftler und sächsischer Staatsmann
- 1551: Anna Erika von Waldeck, Äbtissin des Stiftes Gandersheim
- 1552: Paul V., Papst
- 1565: Eduard Fortunat, Markgraf von Baden
- 1580: Charlotte Brabantina von Oranien-Nassau, Herzogin von Thouars
- 1611: Johannes Olearius II, deutscher Theologe und Kirchenlieddichter
- 1614: Gustaf Otto Stenbock, schwedischer Reichsadmiral
- 1619: Herman Fleming, schwedischer Politiker
- 1625: Christian Friedrich Meurer, deutscher Beamter und Jurist
- 1630: Ranuccio II. Farnese, Sohn von Herzog Odoardo I. Farnese von Parma und Piacenza
- 1638: Jacob Wächtler, deutscher lutherischer Theologe
- 1641: Johann Sigismund Küffner, deutscher Kaufmann und Ratsherr
- 1657: Pieter Schuyler, englischer Gouverneur der Provinz New York

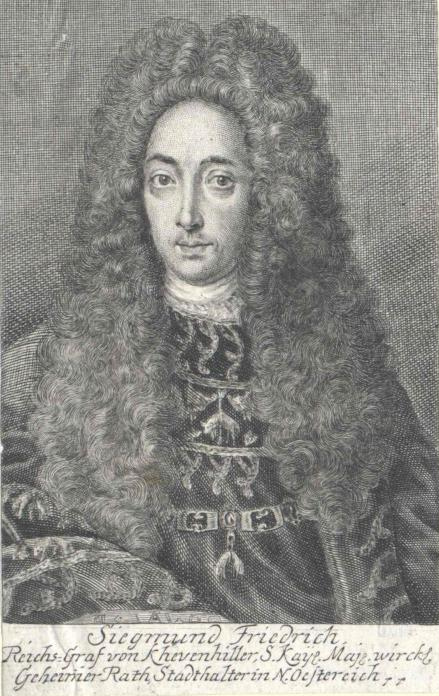
Samuel König (* 1671)

- 1666: Sigmund Friedrich von Khevenhüller, Landeshauptmann von Kärnten
- 1671: Samuel König, Mathematiker, Orientalist und pietistischer Theologe
- 1674: Ernst August II. von Hannover, Prinz aus dem Haus Hannover und Fürstbischof von Osnabrück
- 1677: Stephen Hales, englischer Physiologe und Physiker
- 1688: Ferdinand Maximilian Brokoff, deutscher Bildhauer des Barock
- 1688: Maria Luisa Gabriella von Savoyen, Königin von Spanien
- 1689: Ferdinand Karl Gobert von Aspremont-Lynden, habsburgischer Militär
- 1691: Emanuel Silva-Tarouca, österreichischer Politiker und Architekt
- 1697: John Gardner, britischer Jurist, Politiker und Offizier

### 18. Jahrhundert
- 1713: Johann Heinrich Waser, deutscher Übersetzer
- 1714: Gottlieb Wilhelm Rabener, deutscher Schriftsteller und Publizist

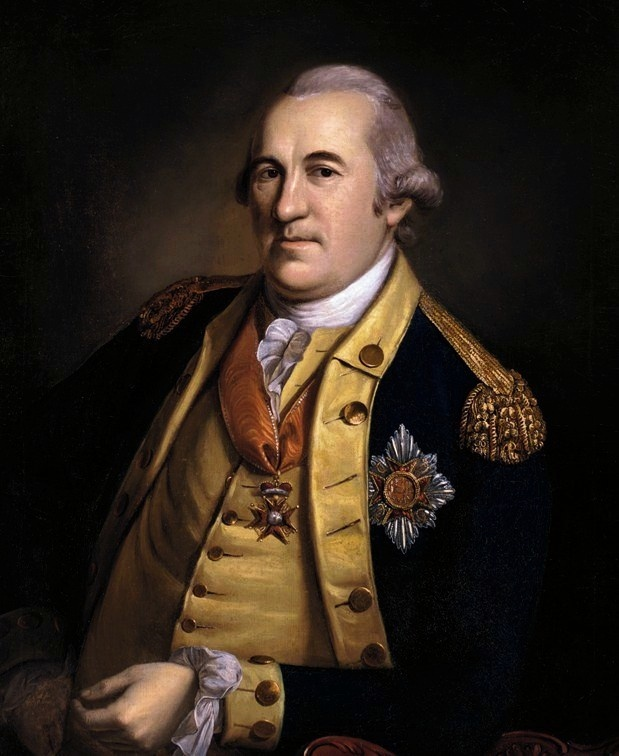
Friedrich Wilhelm von Steuben (* 1730)

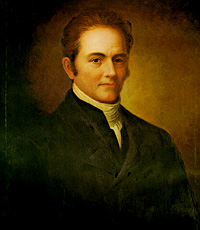
Langdon Cheves (* 1776)

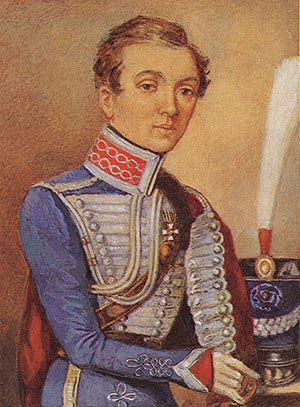
Nadeschda Durowa (* 1783)

- 1730: Friedrich Wilhelm von Steuben, deutsch-US-amerikanischer General
- 1731: Jacques-Christophe Valmont de Bomare, französischer Naturforscher
- 1734: Jean Baptiste Leprince, französischer Maler
- 1739: John Rutledge, US-amerikanischer Politiker, Gouverneur von South Carolina und Oberster Bundesrichter
- 1743: Marie Jean Antoine Nicolas Caritat, Marquis de Condorcet, französischer Philosoph, Mathematiker und Politiker
- 1747: Werner Friedrich Abraham von Arnim, preußischer Beamter
- 1748: Maria Karolina, Erzherzogin von Österreich, Prinzessin von Ungarn, Böhmen und der Toskana
- 1755: William Cathcart, 1. Earl Cathcart, britischer General und Diplomat
- 1763: Johann Gottlieb Friedrich Schrader, deutscher Physiker und Chemiker
- 1764: John Goodricke, britischer Astronom
- 1767: Henri Montan Berton, französischer Komponist
- 1771: August Apel, deutscher Jurist und Schriftsteller
- 1774: Giuseppe Mezzofanti, italienischer Kardinal, gilt als eines der größten Sprachgenies der Geschichte
- 1775: Ferdinand Kringsteiner, österreichischer Beamter und Schriftsteller
- 1776: Langdon Cheves, US-amerikanischer Politiker
- 1777: Johann Heinrich Kopp, deutscher Arzt und Naturforscher
- 1783: Nadeschda Andrejewna Durowa, russische Kavalleristin und Autorin
- 1788: Karl von Abel, bayerischer Politiker
- 1788: Karl von der Groeben, preußischer General der Kavallerie
- 1790: Leopold von Gerlach, preußischer General und Politiker
- 1793: Valentin Adrian, deutscher Neuphilologe und Bibliothekar
- 1793: Carl Heinrich Arnold, deutscher Tapetenfabrikant
- 1795: Saverio Mercadante, italienischer Opernkomponist (Taufdatum)
- 1797: Heinrich Kuhl, deutscher Zoologe
- 1798: Antonio Benedetto Antonucci, italienischer Kardinal der römisch-katholischen Kirche
- 1800: Johann Peter Cornelius d’Alquen, deutscher Komponist und Arzt

### 19. Jahrhundert

#### 1801–1850

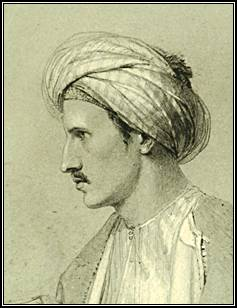
Edward William Lane (* 1801)

- 1801: Edward William Lane, britischer Orientalist
- 1803: Constantin Wilhelm Lambert Gloger, deutscher Zoologe und Ornithologe
- 1805: Karl Otto von Raumer, preußischer Staatsmann
- 1806: Guillaume-Benjamin Duchenne, französischer Physiologe
- 1808: Juan Pedro Esnaola, argentinischer Komponist
- 1808: Rudolf Friedrich Steinfels, Schweizer Seifen- und Parfümfabrikant
- 1811: August Theodor Blanche, schwedischer Schriftsteller
- 1811: John Brough, US-amerikanischer Politiker
- 1813: Victor Franz von Andrian-Werburg, österreichischer Politiker
- 1814: Pierre Edmond Teisserenc de Bort, französischer Politiker
- 1814: William Butterfield, englischer Architekt
- 1815: Halfdan Kjerulf, norwegischer Komponist
- 1819: Marthinus Wessel Pretorius, erster Präsident der Südafrikanischen Republik
- 1820: Émile Augier, französischer Dramatiker
- 1820: Earl Van Dorn, Generalmajor der Konföderation im Amerikanischen Bürgerkrieg
- 1821: Jules Champfleury, französischer Schriftsteller und Kritiker von Literatur und Kunst
- 1821: Léonard-Léopold Forgemol de Bostquénard, französischer General
- 1825: Theodor Ackermann, deutscher Pathologe
- 1825: Jakob Albrecht, Schweizer Viehhändler und Politiker

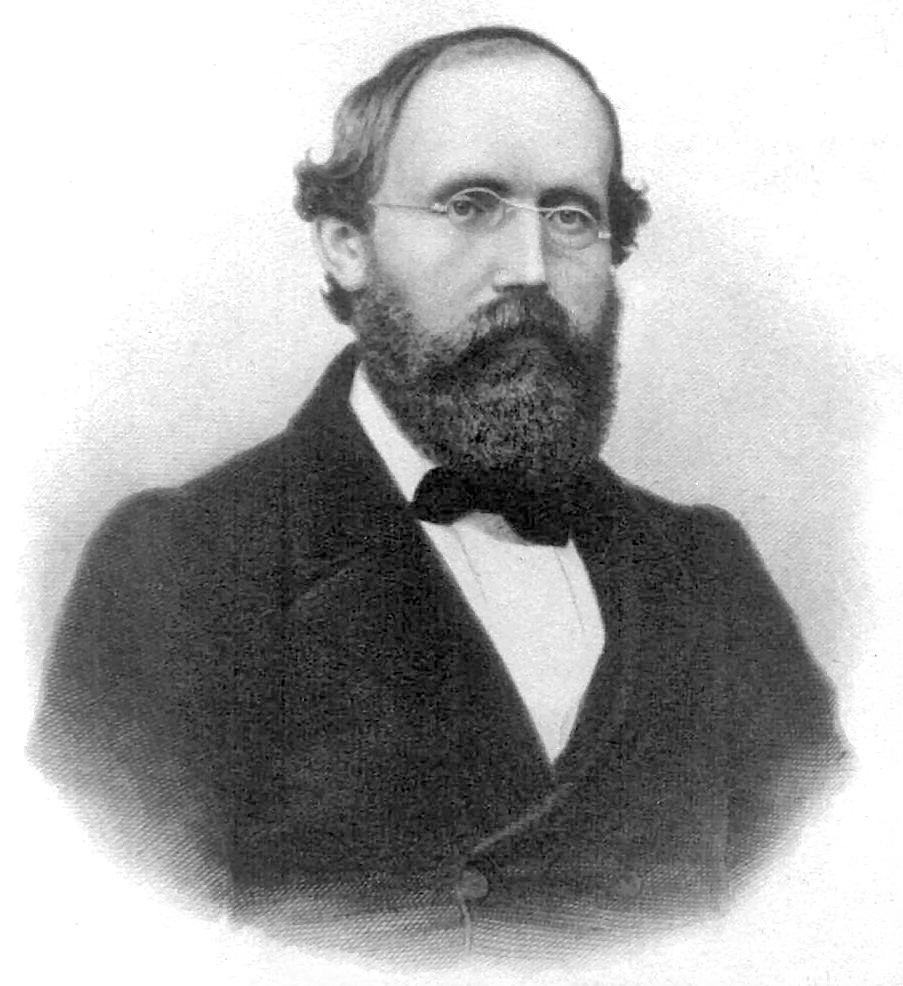
Bernhard Riemann (* 1826)

- 1826: Bernhard Riemann, deutscher Mathematiker
- 1827: Ludwig Meinardus, deutscher Komponist und Musikschriftsteller
- 1829: Karl Hillebrand, deutscher Essayist, Publizist und Literaturhistoriker
- 1830ː Maria Theresia Bonzel, Ordensgründerin der Armen Franziskanerinnen von der ewigen Anbetung
- 1832: Miroslav Tyrš, böhmischer Kunstkritiker und Kunsthistoriker
- 1832: Wendelin Boeheim, österreichischer Waffentechniker, Offizier, Journalist und Museumsbedienster
- 1833: Heinrich von Buz, deutscher Techniker und Industrieller
- 1839: Johann Eduard Jacobsthal, deutscher Architekt
- 1841: Josef Kohlschein, deutscher Kupferstecher und Zeichner
- 1842: Michail Iwanowitsch Stukowenkow, russischer Mediziner und Hochschullehrer
- 1849: Václav Juda Novotný, tschechischer Komponist, Übersetzer Schriftsteller und Musikkritiker
- 1850: Franziskus von Bettinger, deutscher Kardinal der römisch-katholischen Kirche

#### 1851–1900

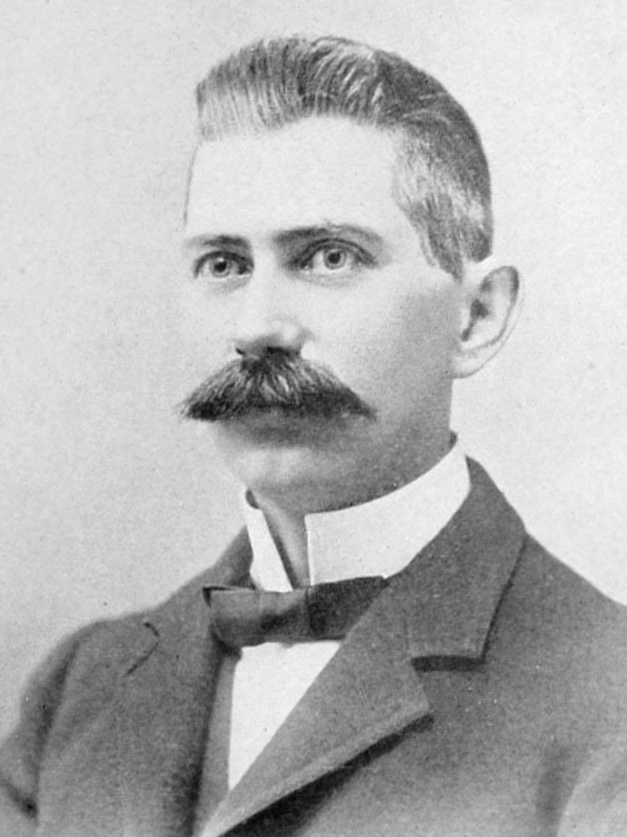
David Dunbar Buick (* 1854)

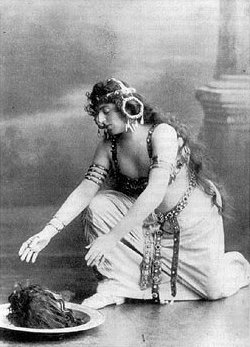
Alice Guszalewicz (* 1866)

- 1851: James Simon, deutscher Unternehmer und Kunstmäzen
- 1854: David Dunbar Buick, US-amerikanischer Ingenieur, Erfinder und Industrieller
- 1854: Heinrich Pesch, deutscher katholischer Theologe, Nationalökonom und Sozialphilosoph
- 1855: Friedrich Wilhelm von Loebell, deutscher Politiker
- 1855: Richard Sahla, österreichischer Violinvirtuose, Dirigent und Komponist
- 1857: Konstantin Eduardowitsch Ziolkowski, russischer Raumfahrtpionier
- 1858: Rudolf Pajér, österreichisch-ungarischer Admiral
- 1859: Frank Dawson Adams, kanadischer Geologe
- 1861: Wilhelm von Bandemer, preußischer Gutsbesitzer und Politiker
- 1861: Carlo Minoretti, italienischer Priester, Erzbischof von Genua und Kardinal
- 1863: Eva von Arnim, deutsche Schriftstellerin
- 1863: Wilhelm Trabert, deutsch-österreichischer Meteorologe
- 1866: Alice Guszalewicz, ungarische Opernsängerin
- 1868: Carl Brockelmann, deutscher Orientalist und Semitist

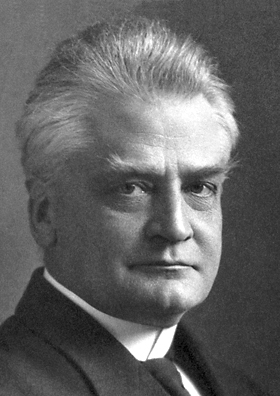
Christian Lous Lange (* 1869)

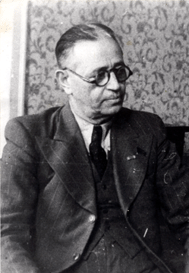
Üzeyir Hacıbəyov (* 1885)

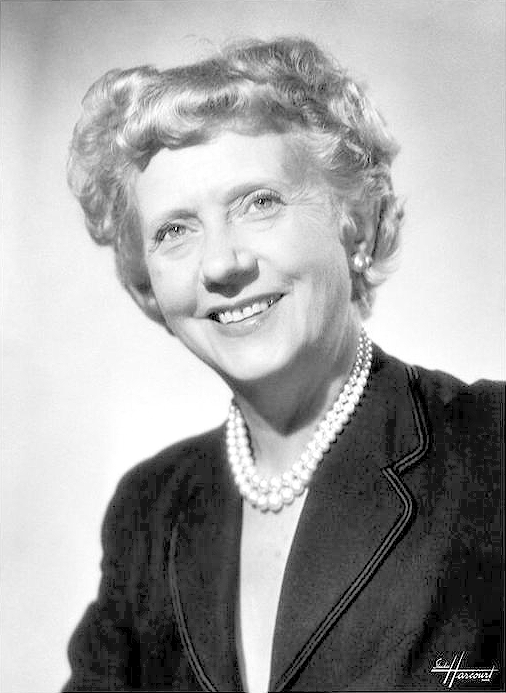
Denise Grey (* 1896)

- 1869: Christian Lous Lange, norwegischer Politiker, Nobelpreisträger
- 1869: Karl Wolfskehl, deutsch-jüdischer Schriftsteller und Übersetzer
- 1870: Georges Lakhovsky, russischer Erfinder
- 1872: Florencio Harmodio Arosemena, panamaischer Ingenieur, Staatspräsident
- 1874: Hubert Ginzel, österreichischer Kartograf
- 1875: Alexis Douchet, französischer Turner
- 1876: Marguerite Dilhan, französische Juristin
- 1876: Leonhard Schrickel, deutscher Schriftsteller von historischen Romanen und Heimatforscher
- 1877: Oliver Peters Heggie, australischer Schauspieler
- 1877: Jutta Sika, österreichische Kunstgewerblerin
- 1878: Antoine Védrenne, französischer Ruderer
- 1878: Vincenzo Tommasini, italienischer Komponist
- 1879: Adolf Ahrens, deutscher Kapitän und Politiker
- 1879: Otto Blendermann, deutscher Architekt
- 1880: Désiré-Émile Inghelbrecht, französischer Dirigent und Komponist
- 1882: Hans Franke, deutscher Komponist und Dirigent
- 1883: Käthe Kruse, deutsche Puppenmacherin
- 1883: William Carlos Williams, US-amerikanischer Schriftsteller und Arzt
- 1884: Charles Tomlinson Griffes, US-amerikanischer Komponist
- 1885: Josef Escher, Schweizer Politiker und Bundesrat
- 1885: Üzeyir Hacıbəyov, aserbaidschanischer Komponist
- 1886: Otto Gmelin, deutscher Schriftsteller
- 1886: Alfred Walther, Schweizer Ordinarius für Betriebswirtschaftslehre
- 1886: Horst von Windheim, deutscher Verwaltungsjurist
- 1887: Robert Cimera, österreichischer Fußballspieler
- 1889: Helmuth Andreas Koch, deutscher Jurist, Verwaltungsbeamter und Politiker, MdL, Landesminister
- 1890: France Bevk, slowenischer Schriftsteller
- 1891: Hans Reese, deutscher Fußballspieler und Neurologe
- 1892: Hendrik Andriessen, niederländischer Komponist und Professor
- 1893: Erich Haeger, deutscher Faunist, Lepidopterologe und Lehrer
- 1893ː Stephanie Hüllenhagen, deutsche Näherin und Gerechte unter den Völkern
- 1894: Erwin Aichinger, österreichischer Forstwissenschaftler
- 1894: Karl Kaltwasser, deutscher Autor
- 1896: Denise Grey, französische Schauspielerin
- 1897: John Gordon Aitken, schottischer Fußballspieler
- 1897: Will Meisel, deutscher Tänzer, Komponist und Verlagsgründer
- 1900: Wilhelm von Aulock, deutscher Ministerialbeamter
- 1900: John Willard Marriott, US-amerikanischer Unternehmer

### 20. Jahrhundert

#### 1901–1925
- 1901: Michelangelo Bernasconi, italienischer Ruderer
- 1901: Francis Chichester, britischer Weltumsegler und Luftfahrer
- 1901: Gunnar Kalén, schwedischer Motorradrennfahrer
- 1901ː Renée de Sépibus, Schweizer Frauenrechtlerin
- 1902: Hugo Hartung, deutscher Schriftsteller
- 1903: George Koltanowski, belgisch-US-amerikanischer Schachspieler
- 1903: Frank O’Connor, irischer Schriftsteller
- 1903ː Alice Reis, deutsche römisch-katholische Märtyrerin und Opfer des Holocaust

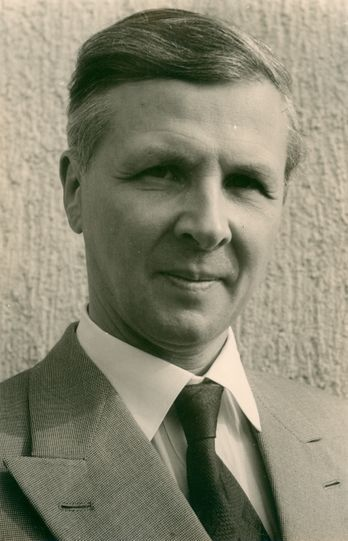
Gerd Tellenbach (* 1903)

- 1903: Gerd Tellenbach, deutscher Historiker und Mediävist
- 1904: Jürgen Kuczynski, deutscher Wirtschaftshistoriker und -wissenschaftler
- 1904: Lisamaria Meirowsky, deutsche Ärztin und Ordensfrau, NS-Opfer
- 1904: Jerry Colonna, US-amerikanischer Schauspieler, Komiker und Musiker
- 1904: Wilfrid Schreiber, deutscher Wirtschaftstheoretiker
- 1905: Hans Freudenthal, deutscher Mathematiker
- 1905: Vladan Desnica, kroatischer Schriftsteller
- 1905: Jorge Urrutia Blondel, chilenischer Komponist
- 1906: Gerhard Gregor, deutscher Organist und Pianist
- 1906: Junius Richard Jayewardene, sri-lankischer Politiker, Premierminister, Staatspräsident
- 1907: Carl-Heinz Mahlmann, deutscher Fußballspieler
- 1907: Fritz von Bergmann, deutscher Hochschullehrer
- 1908: Franz Grothe, deutscher Komponist
- 1909: Max Wehrli, Schweizer Germanist und Literaturhistoriker
- 1910: František Hrubín, tschechischer Schriftsteller und Dichter
- 1910: Hilmar Pabel, deutscher Journalist, Fotograf und Initiator der Kindersuchaktion des Roten Kreuzes
- 1911: Otto Daiker, deutscher Motorradrennfahrer
- 1911: Theodor Piffl-Perčević, österreichischer Jurist und Politiker

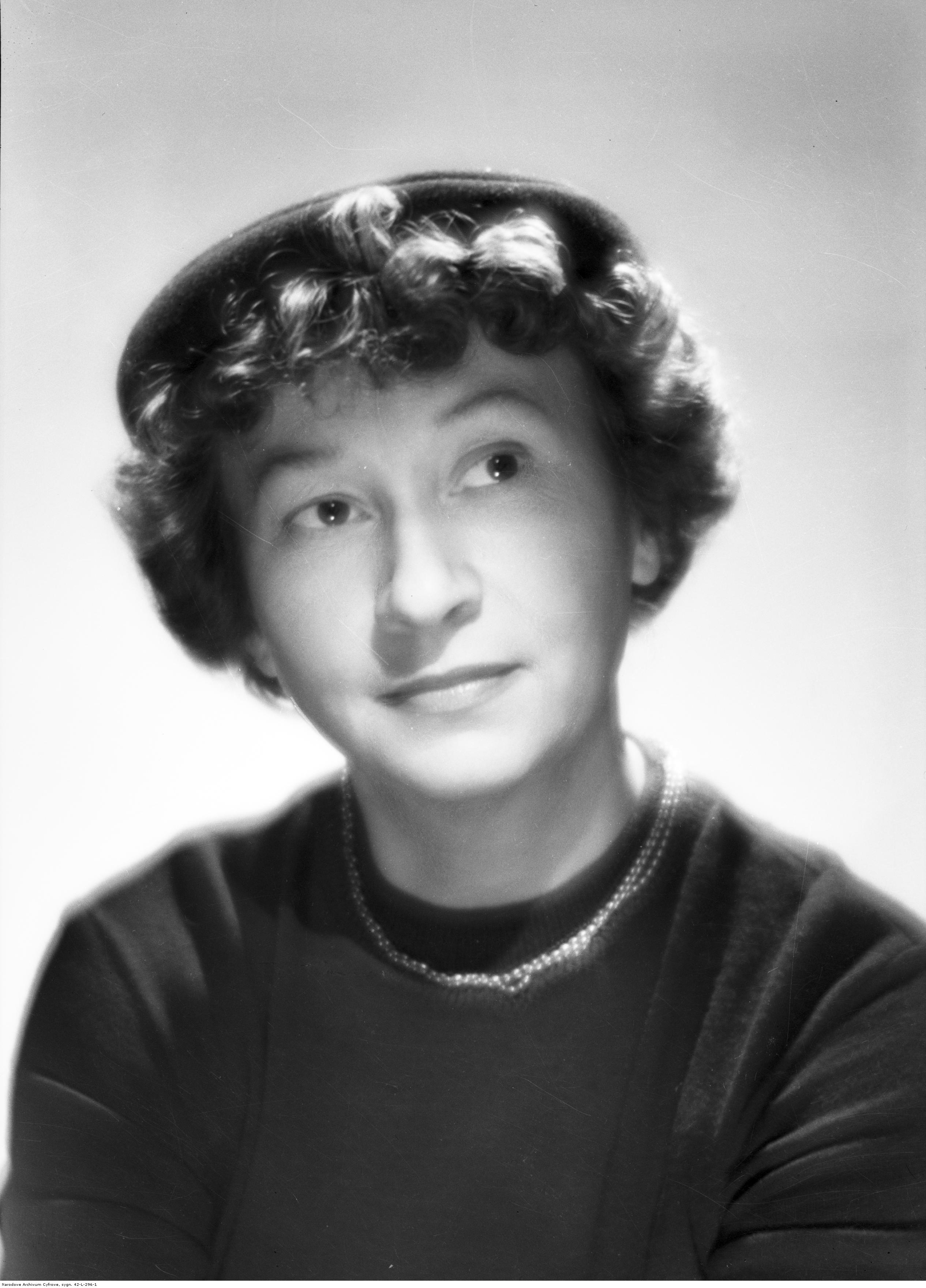
Irena Kwiatkowska (* 1912)

- 1912: Irena Kwiatkowska, polnische Schauspielerin
- 1912: Maksim Tank, belarussischer Lyriker und Schriftsteller
- 1913: Heinz Kapelle, deutscher Widerstandskämpfer gegen den Nationalsozialismus
- 1913: Mira Lobe, österreichische Kinderbuchautorin
- 1913: Robert Lembke, deutscher Journalist und Fernsehmoderator
- 1915: Günther Lorenz, deutscher Eiskunstläufer
- 1916: Jumdschaagiin Tsedenbal, mongolischer Staatsführer
- 1917: Bernhard Steinberger, deutscher Dissident
- 1917: Isang Yun, koreanischer Komponist und Musikpädagoge
- 1918: Chaim Herzog, israelischer Jurist und Offizier, Staatspräsident
- 1918: Jorge E. Illueca, panamaischer Politiker
- 1919: Helmuth Ashley, österreichischer Regisseur, Kameramann und Drehbuchautor
- 1919: Horst Krüger, deutscher Schriftsteller
- 1921: Virgilio Barco, kolumbianischer Politiker, Staatspräsident
- 1922: Agostinho Neto, angolanischer Arzt und Dichter, Staatspräsident

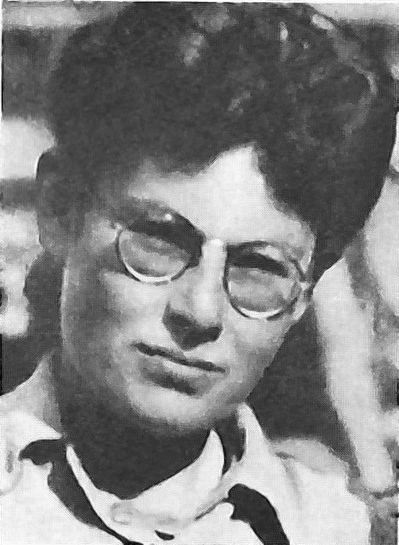
Marianne Cohn (* 1922)

- 1922: Marianne Cohn, deutsche Fürsorgerin, Opfer des NS-Regimes
- 1922: Hilla Jablonsky, deutsche Malerin und Zeichnerin
- 1923: Gisèle Pascal, französische Schauspielerin
- 1923: Hank Williams, US-amerikanischer Countrymusiker
- 1924: Randi Bratteli, norwegische Schriftstellerin
- 1925: Hildegard Bienen, deutsche Künstlerin
- 1925ː Hildegard Krost, Schauspielerin
- 1925: Peter Ladefoged, britischer Phonetiker

#### 1926–1950

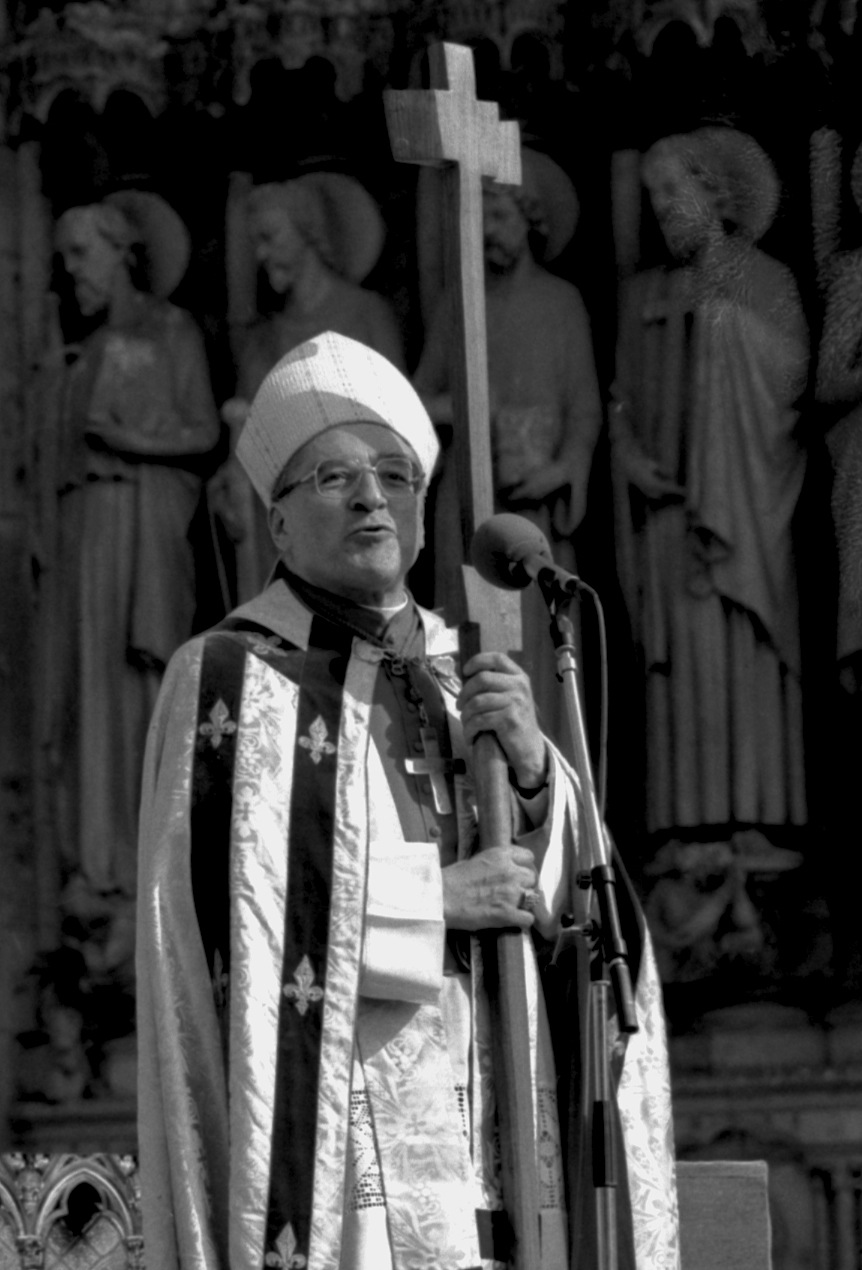
Jean Marie Lustiger (* 1926)

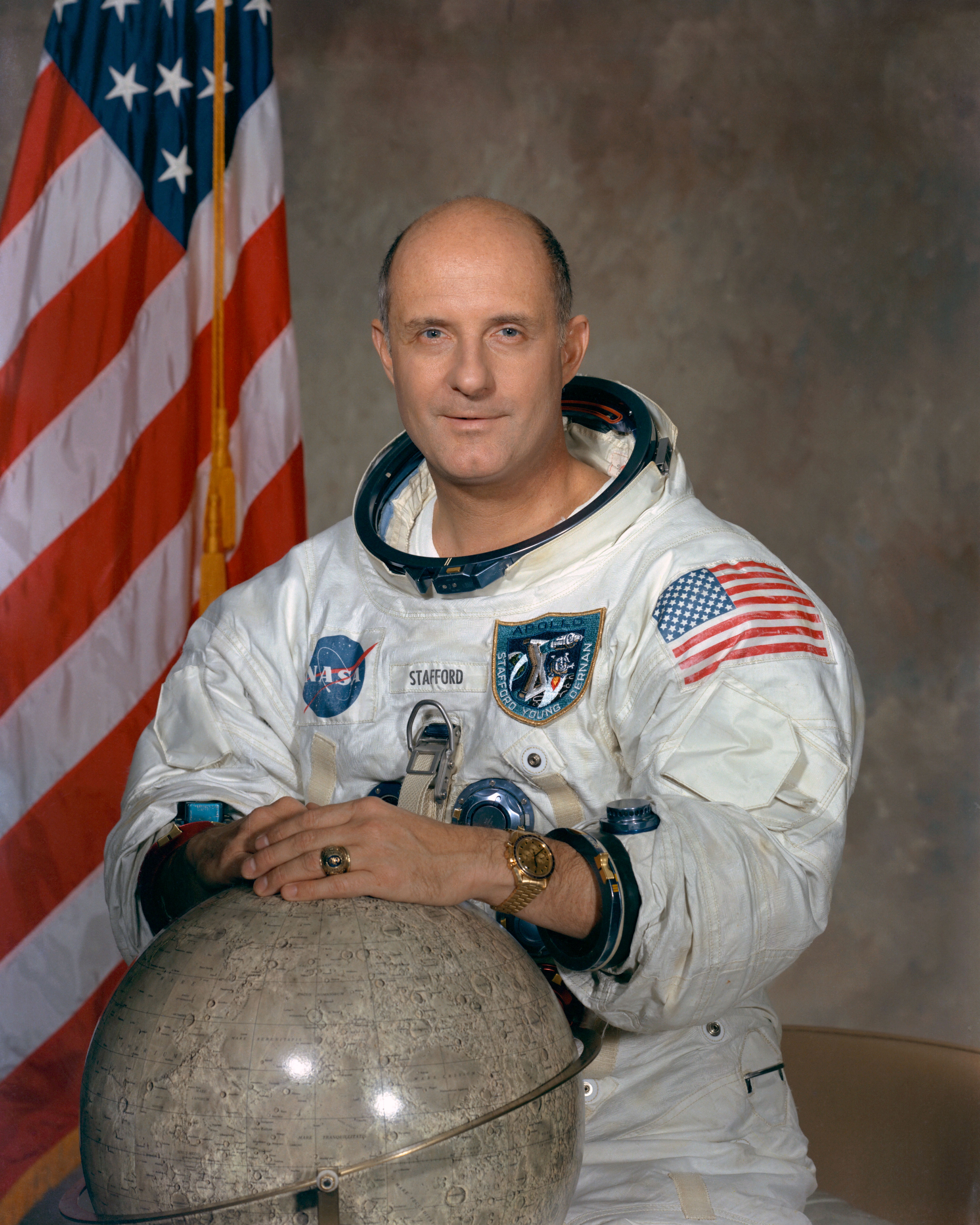
Tom Stafford (* 1930)

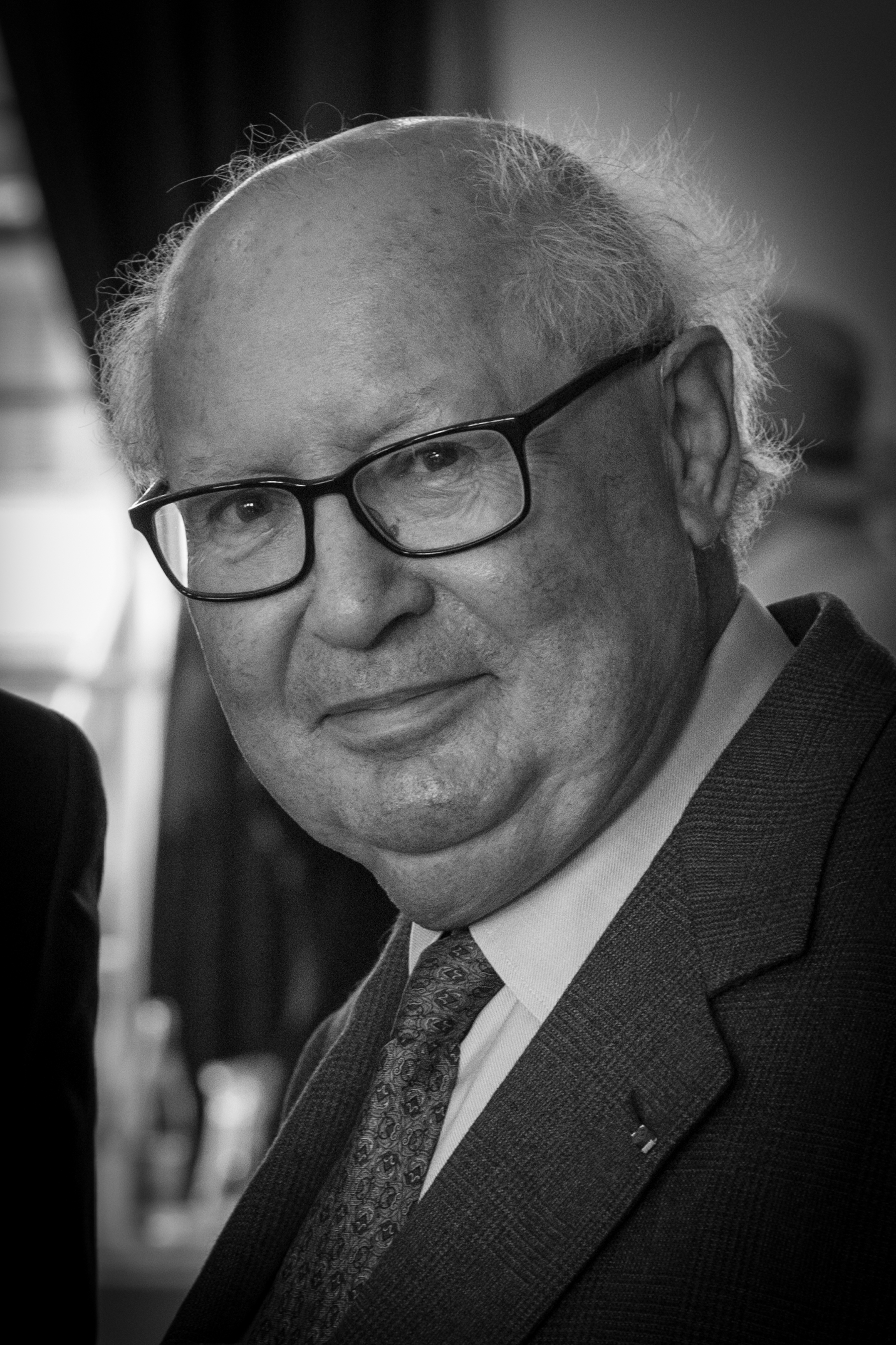
Serge Klarsfeld (* 1935)

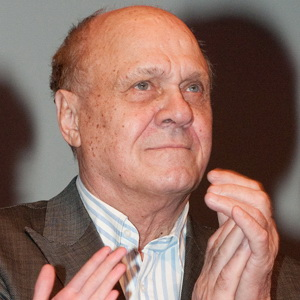
Wladimir Menschow (* 1939)

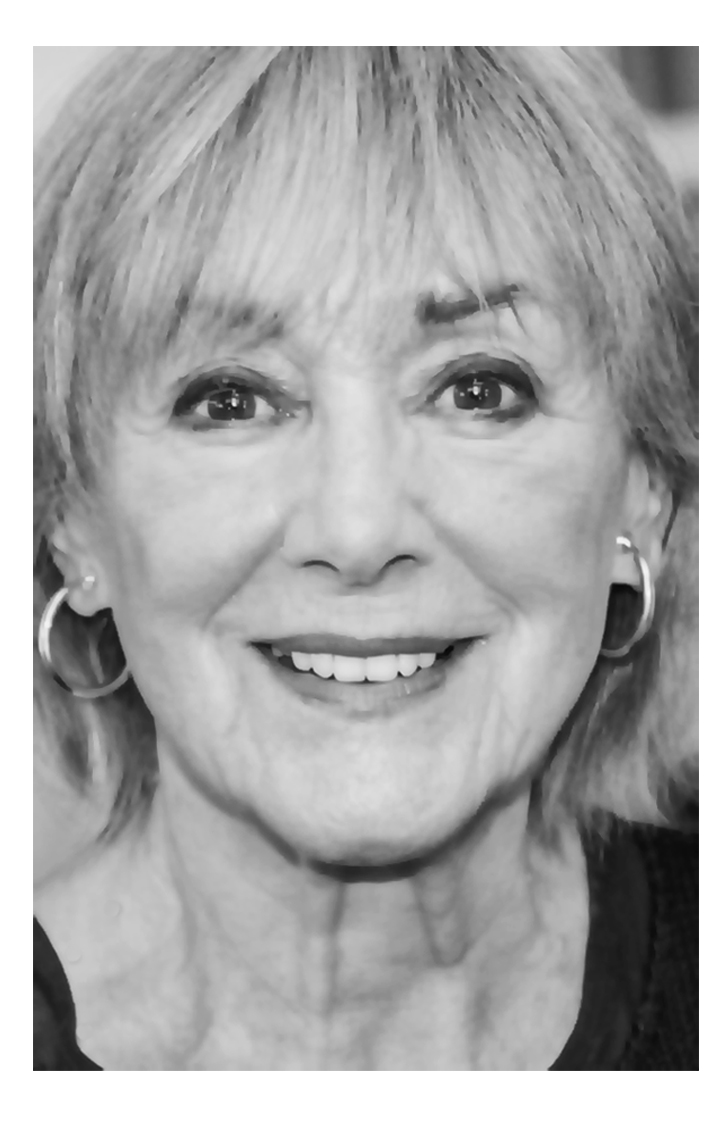
Heidelinde Weis (* 1940)

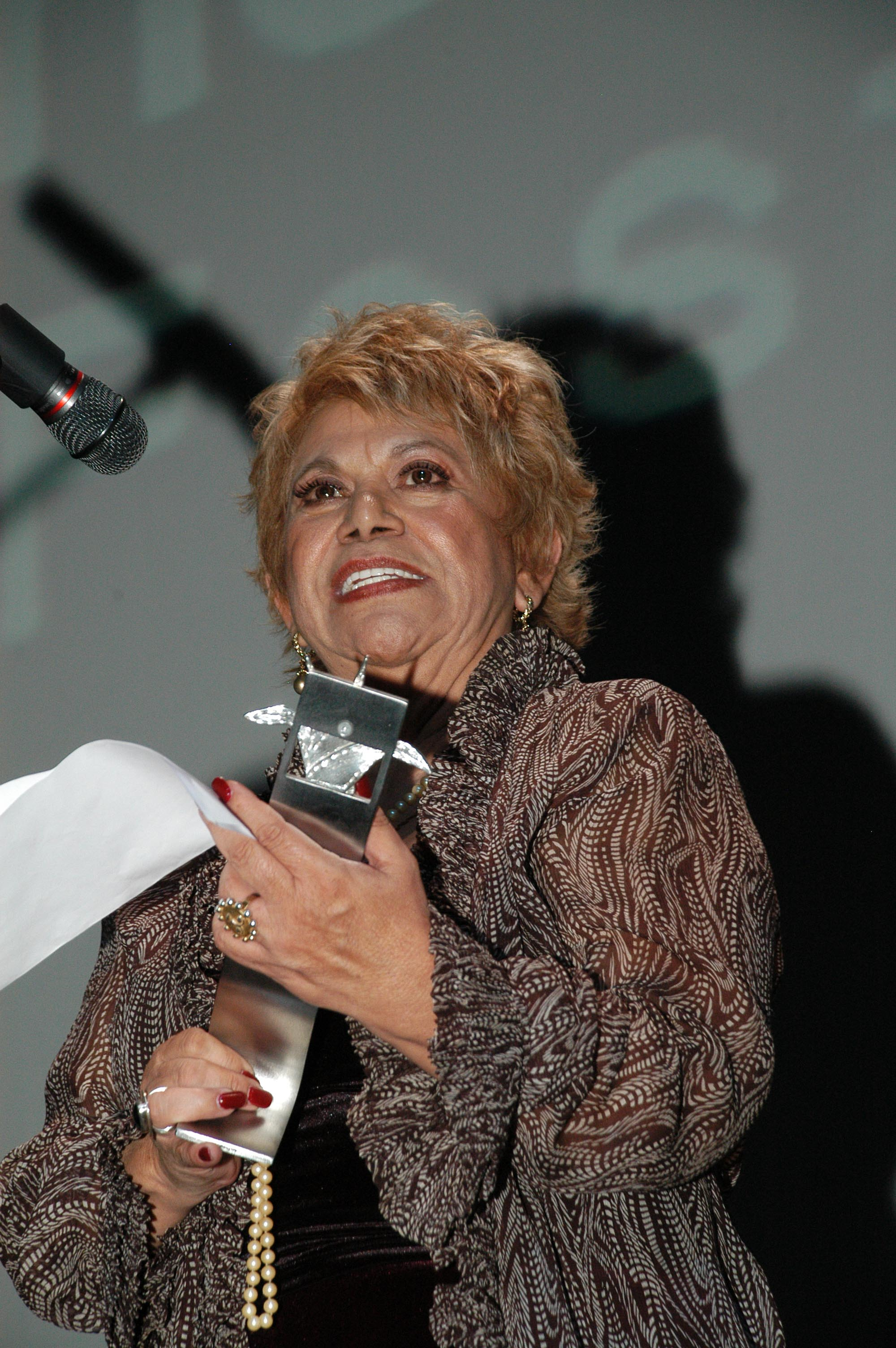
Lupe Ontiveros (* 1942)

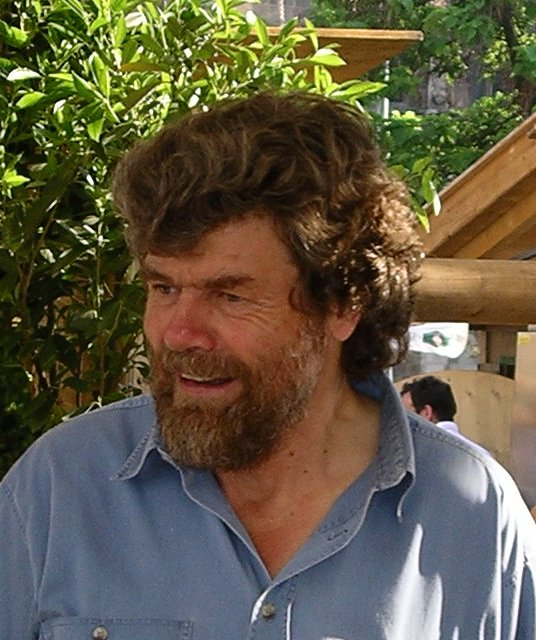
Reinhold Messner (* 1944)

- 1926: Hermann Bausinger, deutscher Volkskundler und Germanist
- 1926: Curtis Harrington, US-amerikanischer Filmregisseur
- 1926: Jean-Marie Lustiger, französischer Geistlicher, römisch-katholischer Erzbischof von Paris
- 1926: Jack McDuff, US-amerikanischer Jazzorganist
- 1926: Klaus Schütz, deutscher Politiker, Regierender Bürgermeister von Berlin
- 1927: George Blanda, US-amerikanischer American-Football-Spieler
- 1927: Doris Morf, Schweizer Politikerin
- 1927: Dorothy Morton, kanadische Pianistin und Musikpädagogin
- 1927: Hein & Oss, deutsche Liedermacher und Sänger
- 1928: Peter Zinkann, deutscher Unternehmer
- 1928: Roddy McDowall, britischer Schauspieler
- 1929: Marion Degler, deutsche Schauspielerin und Synchronsprecherin
- 1929: Stirling Moss, britischer Rennfahrer
- 1930: William Geoffrey Arnott, britischer Gräzist
- 1930: Theo Loevendie, niederländischer Jazzmusiker und Komponist
- 1930: Edgar Mitchell, US-amerikanischer Astronaut
- 1930: Tom Stafford, US-amerikanischer Astronaut
- 1931: Anne Bancroft, US-amerikanische Schauspielerin
- 1931: Hanns Adrian, deutscher Architekt und Stadtplaner
- 1931: Eddie Burks, US-amerikanischer Bluesmusiker
- 1932: Peter Kretzschmar, deutscher Handballspieler
- 1932: Robert B. Parker, US-amerikanischer Schriftsteller
- 1933: Pat Crowley, US-amerikanische Schauspielerin
- 1933: Ligia Gargallo, chilenische pharmazeutische Chemikerin
- 1933: Chuck Grassley, US-amerikanischer Politiker, Senator von Iowa
- 1934: Valda Osborn, britische Eiskunstläuferin
- 1934: Aubrey Cagle, US-amerikanischer Rockabilly-Musiker
- 1935: Ken Kesey, US-amerikanischer Schriftsteller und Aktionskünstler
- 1935: Serge Klarsfeld, französischer Rechtsanwalt und Historiker
- 1936: Urs Frauchiger, Schweizer Musiktheoretiker, Autor und Cellist
- 1936: Jürg Ramspeck, Schweizer Journalist
- 1937: Uta Emmer, deutsche Schauspielerin und Theaterleiterin
- 1937: Alex Eugster, Schweizer Sänger und Musikproduzent
- 1937: Albertine Sarrazin, französische Schriftstellerin
- 1937: Orlando Cepeda, puerto-ricanischer Baseballspieler
- 1938: Francisco Aritmendi, spanischer Leichtathlet
- 1938: Perry Robinson, US-amerikanischer Jazz-Musiker
- 1939: Mariano Díaz, spanischer Radrennfahrer
- 1939: David Souter, US-amerikanischer Jurist, Richter am Supreme Court
- 1939: Günther Fielmann, deutscher Augenoptiker und Unternehmer
- 1939: Jutta Appelt, deutsche Politikerin
- 1939: Wladimir Walentinowitsch Menschow, russischer Schauspieler und Regisseur, Produzent und Drehbuchautor
- 1940: Heidelinde Weis, österreichische Schauspielerin
- 1940: Jan Eliasson, schwedischer Diplomat
- 1940: Cynthia Flood, kanadische Schriftstellerin
- 1940: Klaus Küng, österreichischer Bischof
- 1941: Nils Arne Eggen, norwegischer Fußballspieler und -trainer
- 1941: Peter Weise, deutscher Ökonom
- 1941: Rudolf Lange, deutscher Marineoffizier und Politiker
- 1942: Johannes Heinrichs, deutscher Sozialphilosoph
- 1942: Michael Krampitz, deutscher Fußballspieler
- 1942: Lupe Ontiveros, US-amerikanische Schauspielerin
- 1942: Walter Wakenhut, deutscher Priester und Militärgeneralvikar
- 1943: Angelo Comastri, katholischer Kurienerzbischof
- 1943: Hartwig Hochstein, deutscher Journalist und Autor
- 1944: Bertalan Bicskei, ungarischer Fußballspieler und -trainer
- 1944: Viktoria Brams, deutsche Schauspielern
- 1944: Reinhold Messner, italienischer Bergsteiger
- 1945: Heinz Marecek, österreichischer Schauspieler, Regisseur und Kabarettist
- 1945: Phil Jackson, US-amerikanischer Basketballtrainer
- 1945: Bruce Spence, neuseeländisch-australischer Schauspieler
- 1946: Barbara Weiler, deutsche Politikerin, MdEP
- 1946: Billy Bonds, englischer Fußballspieler und -trainer
- 1946: Shirley M. Tilghman, kanadische Molekularbiologin
- 1947: Richard James Ashworth, britischer Politiker
- 1947: Lol Creme, britischer Musiker
- 1948: Hannu Koivunen, deutsch-finnischer Eishockeyspieler
- 1948: Hans Kremendahl, deutscher Politiker
- 1948: John Ritter, US-amerikanischer Schauspieler
- 1949: José Rafael Lantigua, dominikanischer Journalist, Schriftsteller, Literaturkritiker und Politiker
- 1950: Soledad Alvear, chilenische Politikerin
- 1950: Narendra Modi, indischer Politiker, seit 2014 Premierminister

#### 1951–1975
- 1951: Cassandra Peterson, US-amerikanische Schauspielerin

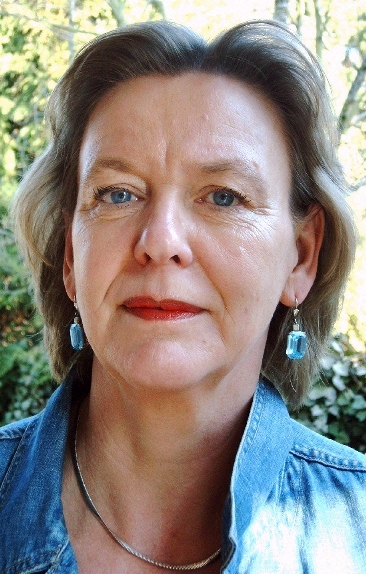
Doro Pass-Weingartz (* 1951)

- 1951: Doro Pass-Weingartz, deutsche Kommunalpolitikerin, Bürgermeisterin von Bonn
- 1951: Madeleine Sauveur, deutsche Kabarettistin
- 1951: Kermit Washington, US-amerikanischer Basketballspieler
- 1952: Barbara Engel, deutsche Reality-TV-Darstellerin
- 1952: Ludwig Roman Fleischer, österreichischer Schriftsteller
- 1952: Peter Hartmeier, Schweizer Kommunikationsberater und Publizist
- 1952: Nancy Reid, kanadische Mathematikerin
- 1952: Harold Solomon, US-amerikanischer Tennisspieler
- 1952: Norbert Walter-Borjans, deutscher Politiker
- 1953: Lale Akgün, deutsche Politikerin, MdB
- 1953: Josefina Benedetti, venezolanische Komponistin
- 1953: Bernd Dürnberger, deutscher Fußballspieler
- 1954: Daniel Anker, schweizerischer Journalist und Autor
- 1954: Márta Kelemen, ungarische Turnerin
- 1954: Albert Oehlen, deutscher Künstler
- 1955: Agnes Dünneisen, Schweizer Theater- und Filmschauspielerin
- 1955: Charles Martinet, US-amerikanischer Schauspieler und Synchronsprecher

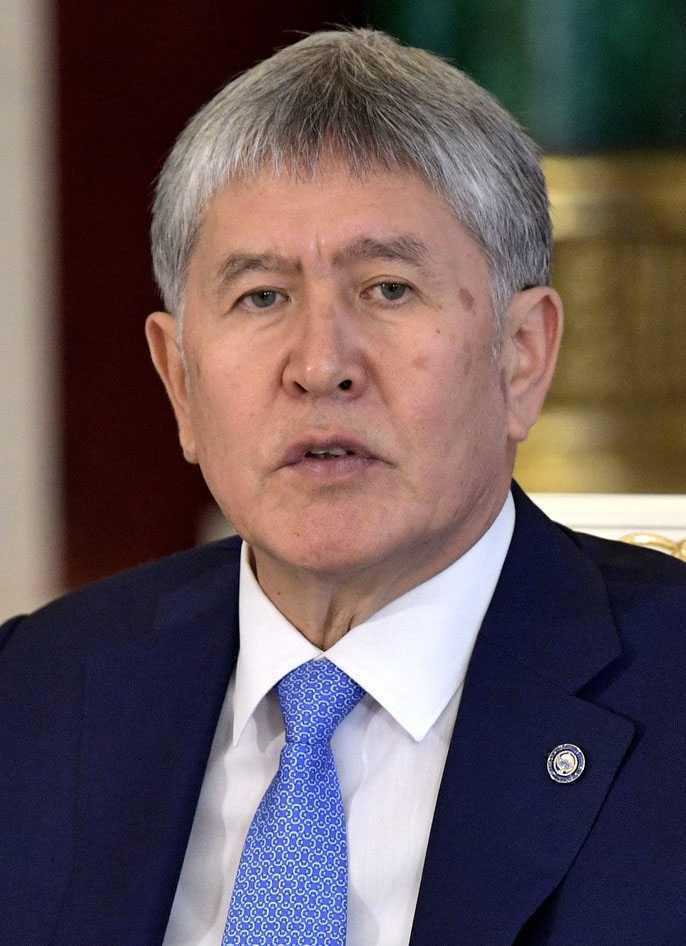
Almasbek Atambajew (* 1956)

- 1956: Almasbek Atambajew, kirgisischer Politiker
- 1956: Andreas Starke, deutscher Politiker
- 1956: Heidemarie Uhl, österreichische Historikerin
- 1957: Christian Loidl, deutscher Schriftsteller und Performer
- 1957: Peter Löscher, österreichischer Manager
- 1957: Frances Beatrice Marshoff, südafrikanische Politikerin
- 1958: Andrea Eckert, österreichische Schauspielerin und Dokumentarfilmerin
- 1958: Janez Janša, slowenischer Politiker
- 1960: Günter Dworek, deutscher Politiker, Sprecher des Lesben- und Schwulenverbandes in Deutschland
- 1960: Andy Grünenfelder, Schweizer Skilangläufer
- 1960: Damon Hill, britischer Formel-1-Rennfahrer
- 1961: Pamela Melroy, US-amerikanische Astronautin
- 1961: Heinrich Kerscher, deutscher Fußballspieler
- 1961: Stefan Volery, Schweizer Schwimmer
- 1962: Baz Luhrmann, australischer Regisseur und Schauspieler
- 1962: Steffi Walter, deutsche Rodlerin
- 1962: BeBe Winans, US-amerikanischer Gospel- und R&B-Sänger

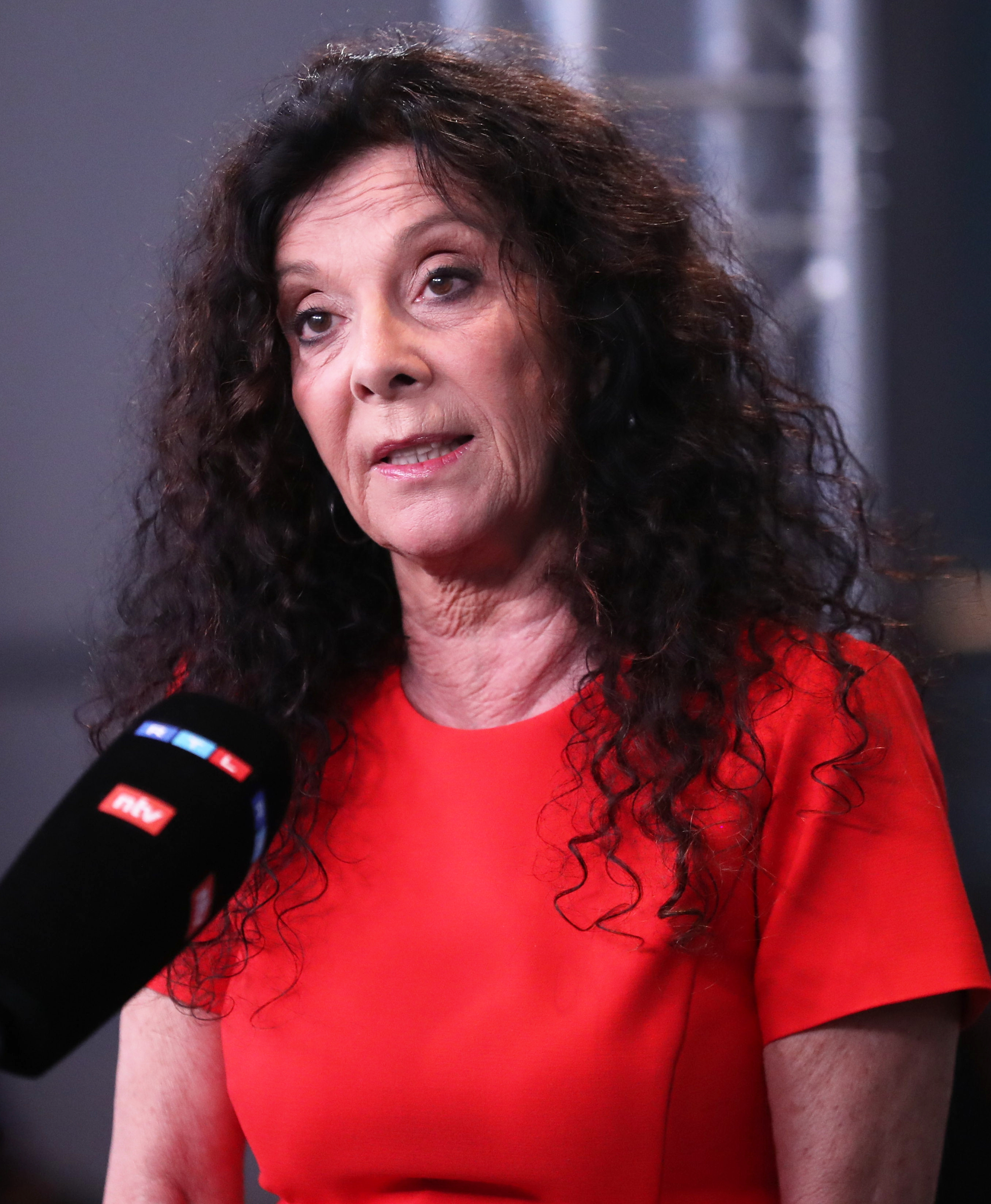
Barbara Spaniol (* 1963)

- 1963: Barbara Spaniol, deutsche Politikerin
- 1963: Olga Michailowna Tschernjawskaja, russische Leichtathletin
- 1964: Anja Franke, deutsche Schauspielerin
- 1964: Ursula Karven, deutsche Schauspielerin
- 1964: Franck Piccard, französischer Skirennläufer und Motorsportler
- 1965: Aleš Březina, tschechischer Komponist und Musikwissenschaftler
- 1965: Kyle Chandler, US-amerikanischer Schauspieler
- 1965: Christopher Dell, deutscher Jazzmusiker, Komponist und Improvisationstheoretiker
- 1965: Yūji Naka, japanischer Spieleentwickler (Sega)
- 1965: Bryan Singer, US-amerikanischer Regisseur, Produzent und Drehbuchautor
- 1966: Minna Aaltonen, finnische Schauspielerin
- 1966: Paula Jones, US-amerikanische Pressesprecherin und Beraterin von Bill Clinton
- 1967: Michael Carbajal, US-amerikanischer Boxer
- 1967: Stefan Krauße, deutscher Rennrodler
- 1967: Wolfgang Perner, österreichischer Biathlet
- 1967: Bianca Urbanke-Rösicke, deutsche Handballspielerin
- 1968: Akhenaton, französischer Rapper

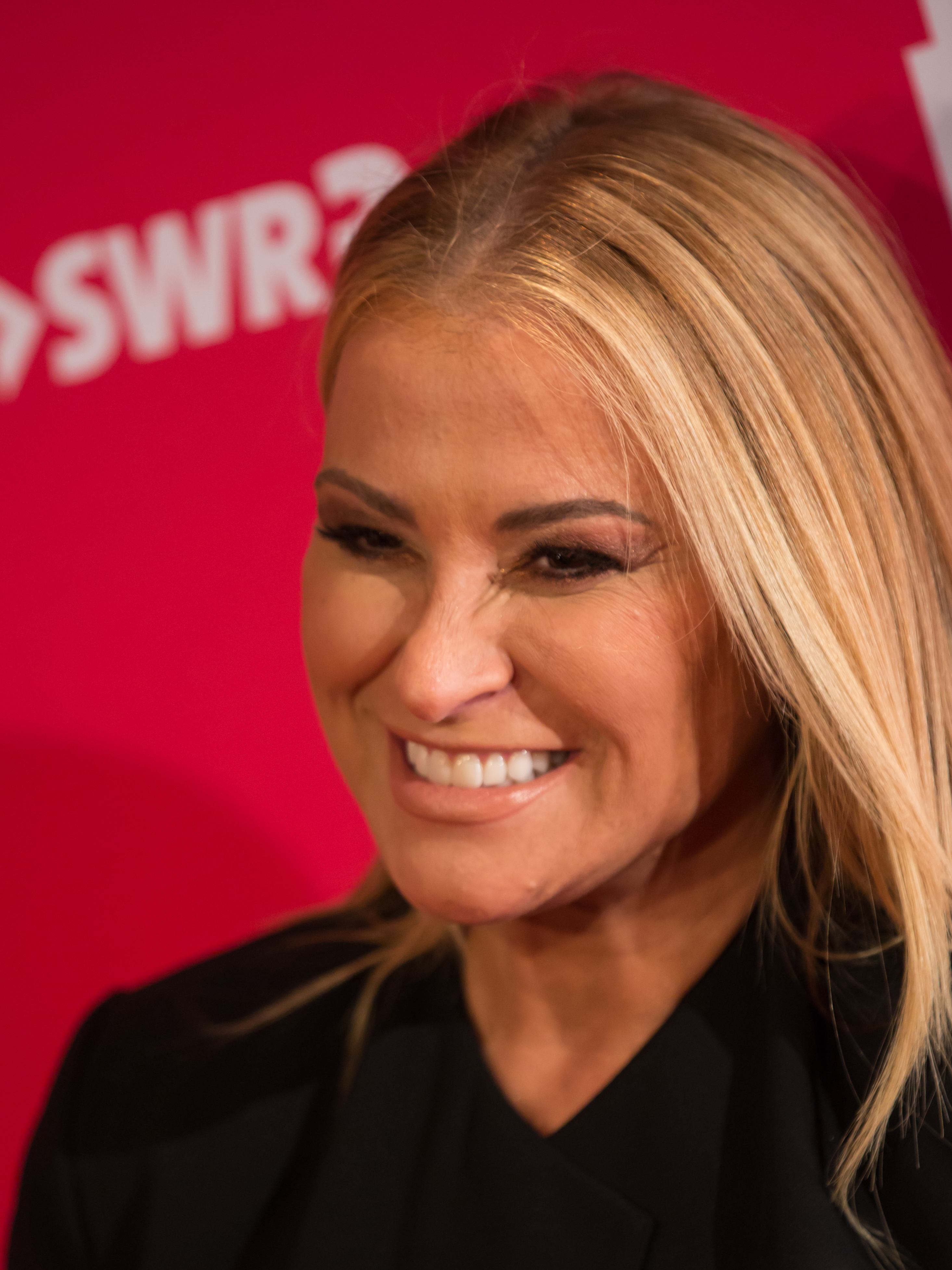
Anastacia (* 1968)

- 1968: Anastacia, US-amerikanische Sängerin
- 1968: Harry Blank, deutscher Schauspieler
- 1968: Marie-Chantal von Griechenland, britische Ehefrau des griechischen Thronfolgers im Exil Paul von Griechenland
- 1969: Heiko Balz, deutscher Ringer
- 1969: Ken Doherty, irischer Snooker-Spieler
- 1969: Bismarck Barreto Faria, brasilianischer Fußballspieler
- 1971: Sergej Barbarez, bosnisch-herzegowinischer Fußballspieler
- 1971: Floriane Daniel, deutsche Schauspielerin
- 1971: Slavko Goluža, kroatischer Handballspieler und -trainer
- 1971: Adriana Sklenaříková, slowakisches Model

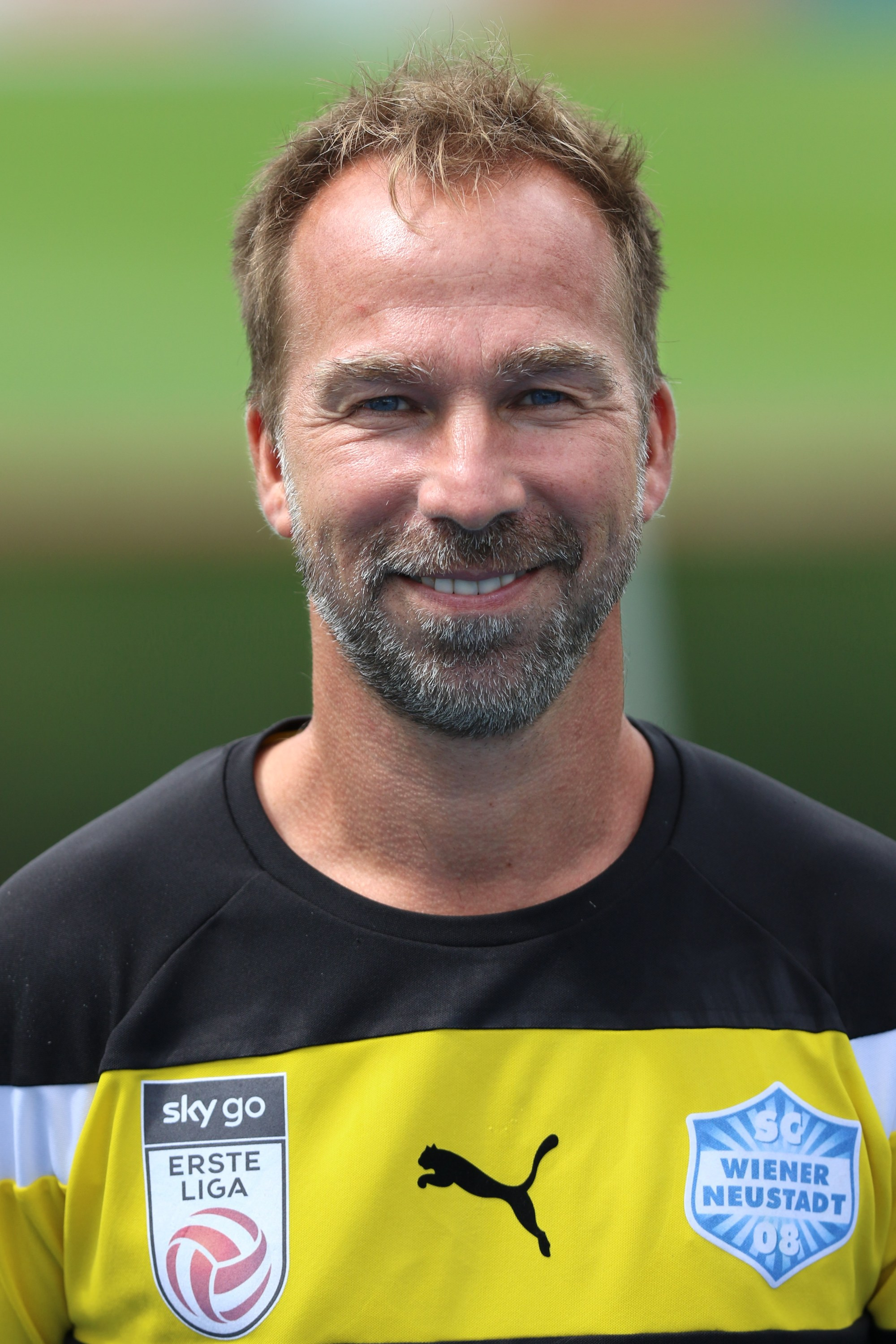
Roman Mählich (* 1971)

- 1971: Roman Mählich, österreichischer Fußballspieler
- 1971: Lars Schlecker, deutscher Unternehmer
- 1971: Jens Voigt, deutscher Radrennfahrer
- 1972: Sunrise Coigney, französisch-amerikanische Schauspielerin
- 1972: Jochen Kientz, deutscher Fußballspieler
- 1972: Chrissy Schulz, deutsche Schauspielerin
- 1974: Stacy Kamano, US-amerikanische Schauspielerin
- 1974: Darío Rodríguez, uruguayischer Fußballspieler
- 1974: Rasheed Wallace, US-amerikanischer Basketballspieler
- 1975: Iradj Alexander, Schweizer Autorennfahrer
- 1975: Stefan Jänke, deutscher Komponist, Kirchenmusiker und Chorleiter
- 1975: Tayna Lawrence, jamaikanische Leichtathletin, Olympiasiegerin

#### 1976–2000
- 1976: Kristian Kiehling, deutsch-lettischer Schauspieler

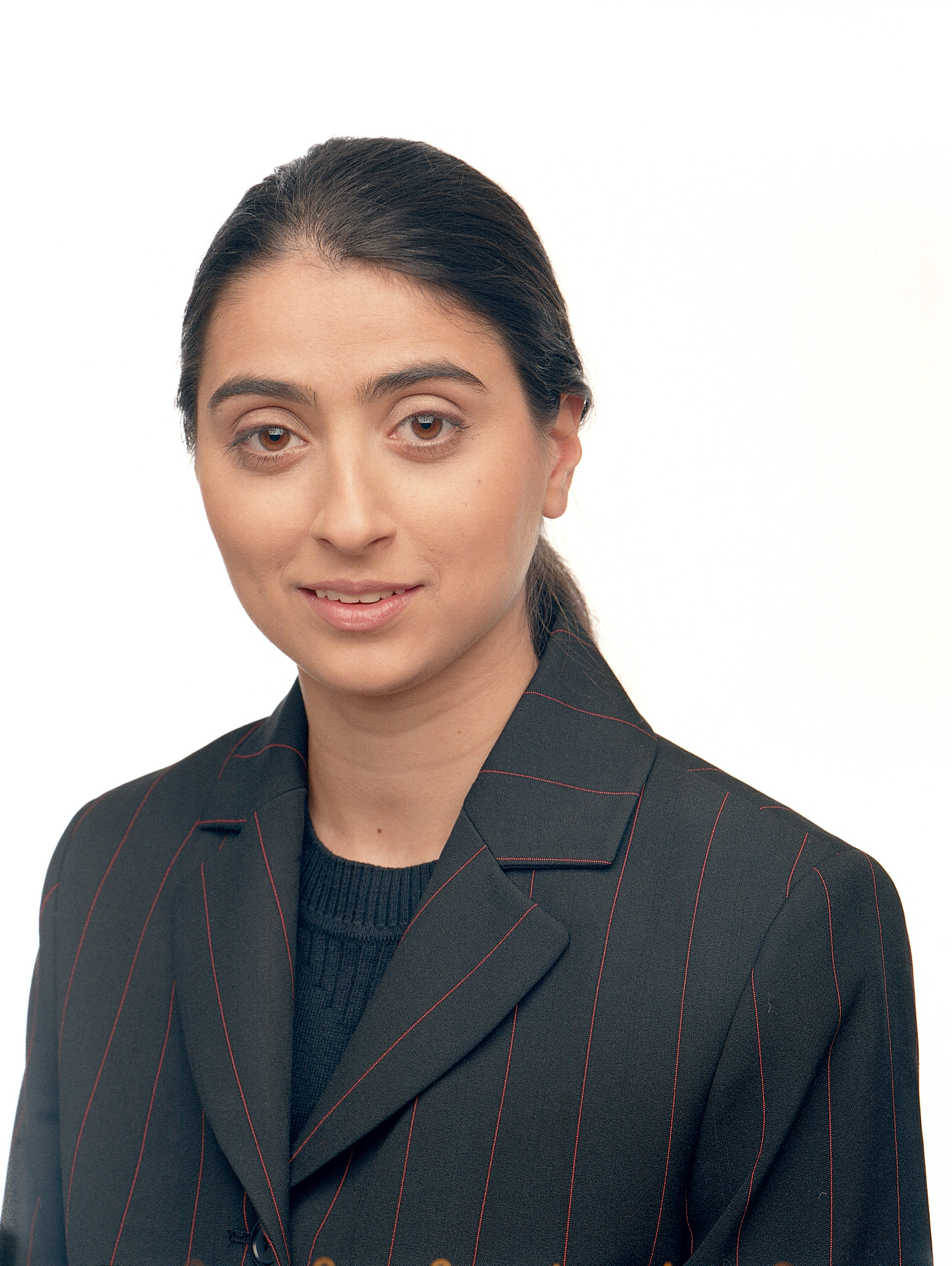
Feleknas Uca (* 1976)

- 1976: Feleknas Uca, deutsche Politikerin, MdEP
- 1977: Juan Antonio Flecha, spanischer Radrennfahrer
- 1977: Alexander Hennig, deutscher Wirtschaftswissenschaftler
- 1977: Simone Perrotta, italienischer Fußballspieler
- 1978: David Langheinrich, deutscher Rallyefahrer
- 1979: Nils Antons, deutscher Eishockeyspieler
- 1979: Flo Rida, US-amerikanischer Rapper
- 1980: Markus Krösche, deutscher Fußballspieler
- 1980: Pavel Košťál, tschechischer Fußballspieler
- 1981: Julio Alcorsé, argentinischer Fußballspieler
- 1981: Konstantin Lindhorst, deutscher Schauspieler und Sprecher
- 1982: Nikolas Katsigiannis, deutscher Handballspieler
- 1982: Sergei Stanislawowitsch Strukow, russischer Fußballspieler
- 1984: Michel Fabrizio, italienischer Motorradrennfahrer
- 1984: Alberto Fernández, spanischer Radrennfahrer
- 1985: Tomáš Berdych, tschechischer Tennisspieler
- 1985: Hailey Duke, US-amerikanische Skirennläuferin
- 1985: José Gonçalves, portugiesischer Fußballspieler
- 1985: Ümit Korkmaz, österreichisch-türkischer Fußballspieler

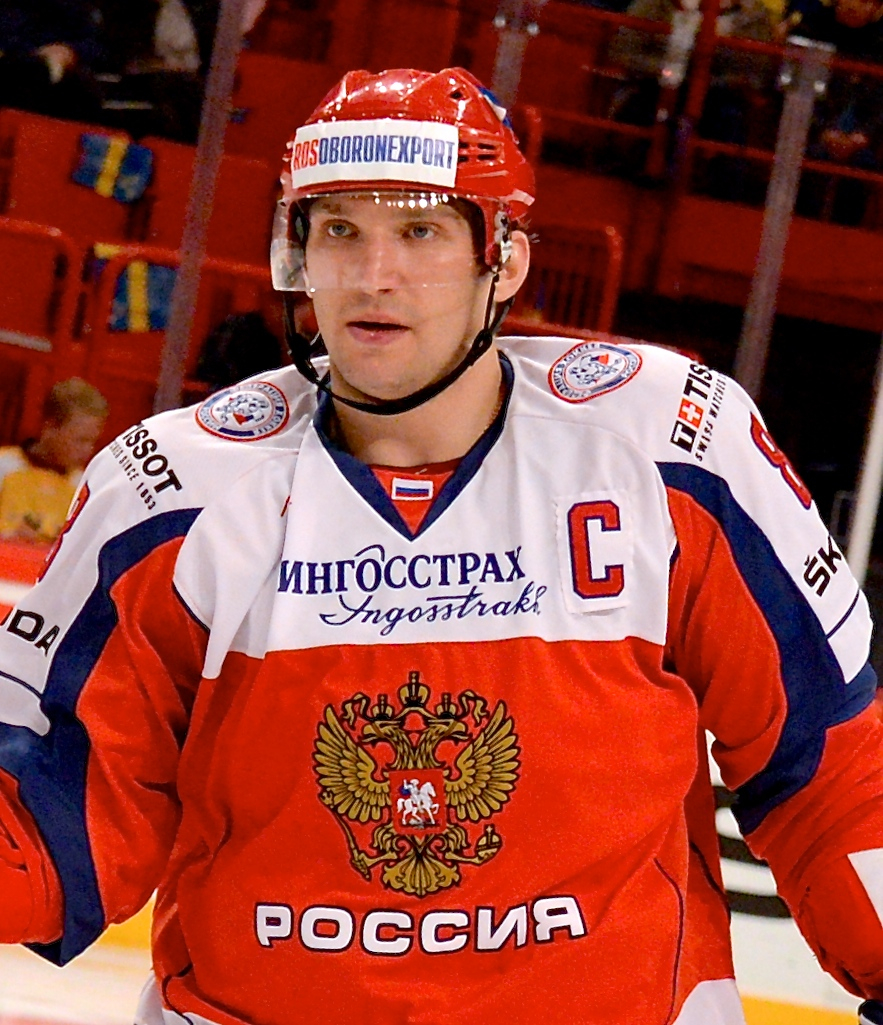
Alexander Owetschkin (* 1985)

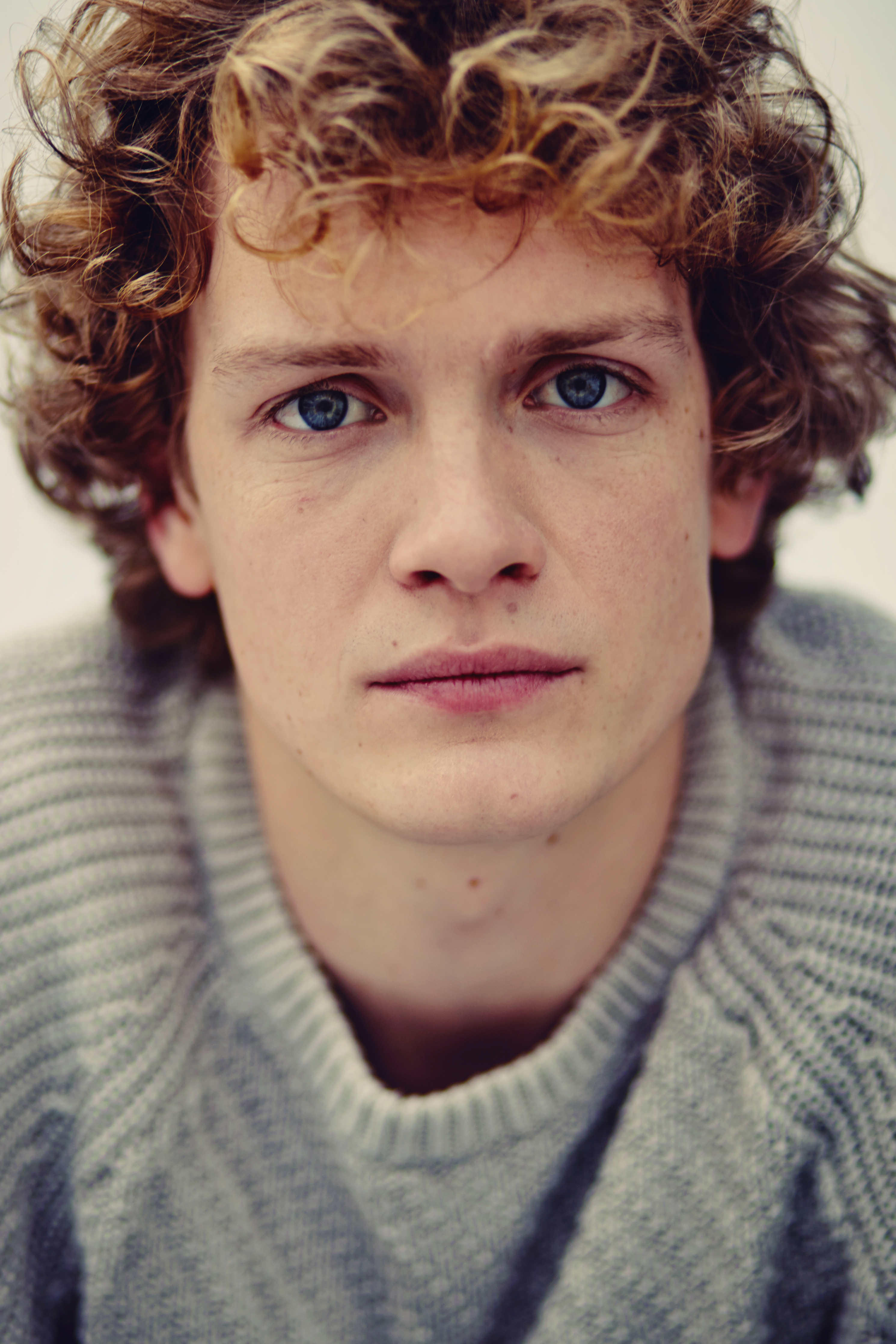
Martijn Lakemeier (* 1993)

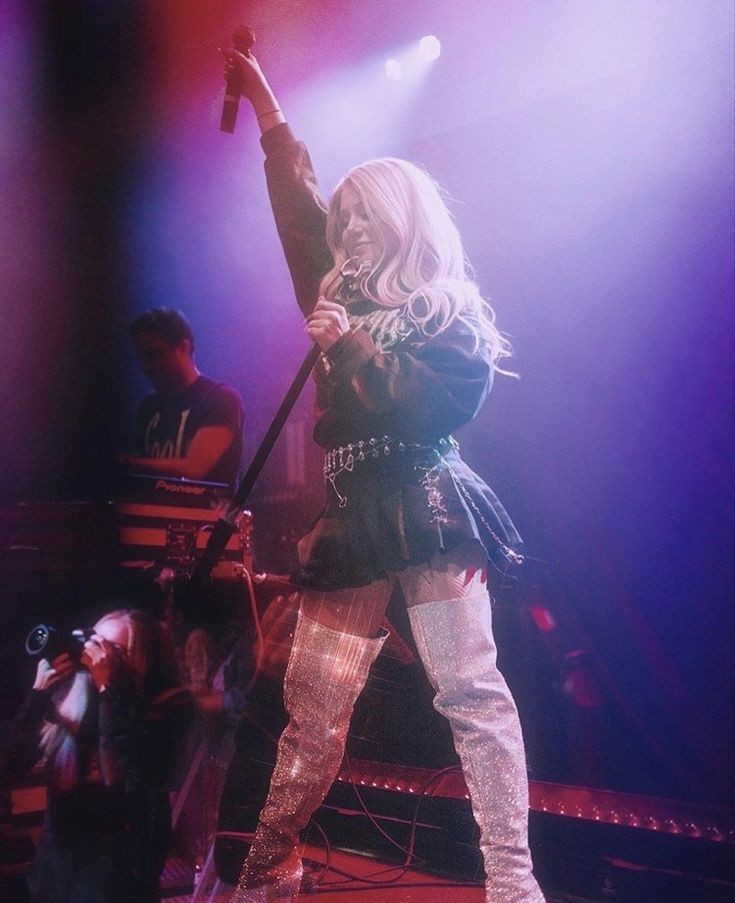
Slayyyter (* 1996)

- 1985: Alexander Michailowitsch Owetschkin, russischer Eishockeyspieler
- 1985: Dimitrij Schaad, deutscher Schauspieler
- 1986: Sarah Alles, deutsche Schauspielerin
- 1986: Paolo De Ceglie, italienischer Fußballspieler
- 1987: Augustus Prew, englischer Schauspieler
- 1987: Julia Renner, deutsche Handballspielerin
- 1988: Jana Rahma, deutsche Schauspielerin und Sprecherin
- 1989: Lara Mandoki, deutsche Schauspielerin
- 1989: Rudy Molard, französischer Radrennfahrer
- 1989: Danny Queck, deutscher Skispringer
- 1990: Petar Đorđić, deutscher Handballspieler
- 1990: Lelde Gasūna, lettische Skirennläuferin
- 1990: Stephan Zwierschitz, österreichischer Fußballspieler
- 1991: Robin Szarka, deutscher Fußballspieler
- 1992: Toghrul Asgarov, aserbaidschanischer Ringer
- 1992: William Buller, britischer Rennfahrer
- 1992: Jelena Dmitrijewna Jakowischina, russische Skirennläuferin
- 1992: Ylva Stålnacke, schwedische Skirennläuferin
- 1993: Martijn Lakemeier, niederländischer Schauspieler
- 1993: Alex Lynn, britischer Autorennfahrer
- 1993: Nikolai Nikolajewitsch Prochorkin, russischer Eishockeyspieler
- 1993: Sophie Howard, deutsch-britische Fußballspielerin
- 1993: SparkofPhoenix, deutscher Let’s Player
- 1994: Taylor Ware, US-amerikanische Sängerin
- 1995: Patrick Mahomes, US-amerikanischer American-Football Spieler
- 1996: Anton Plesnoi, georgischer Gewichtheber ukrainischer Abstammung
- 1996: Slayyyter, US-amerikanische Singer-Songwriterin
- 1997: Stefan Wächter, deutscher Fußballspieler
- 2000: Anneke Borbe, deutsche Fußballspielerin

### 21. Jahrhundert
- 2003: Tony Weston, englischer Fußballspieler
- 2004: Miłosz Brzozowski, deutsch-polnischer Fußballspieler
- 2008: Mia Talerico, US-amerikanische Schauspielerin

## Gestorben

### Vor dem 17. Jahrhundert

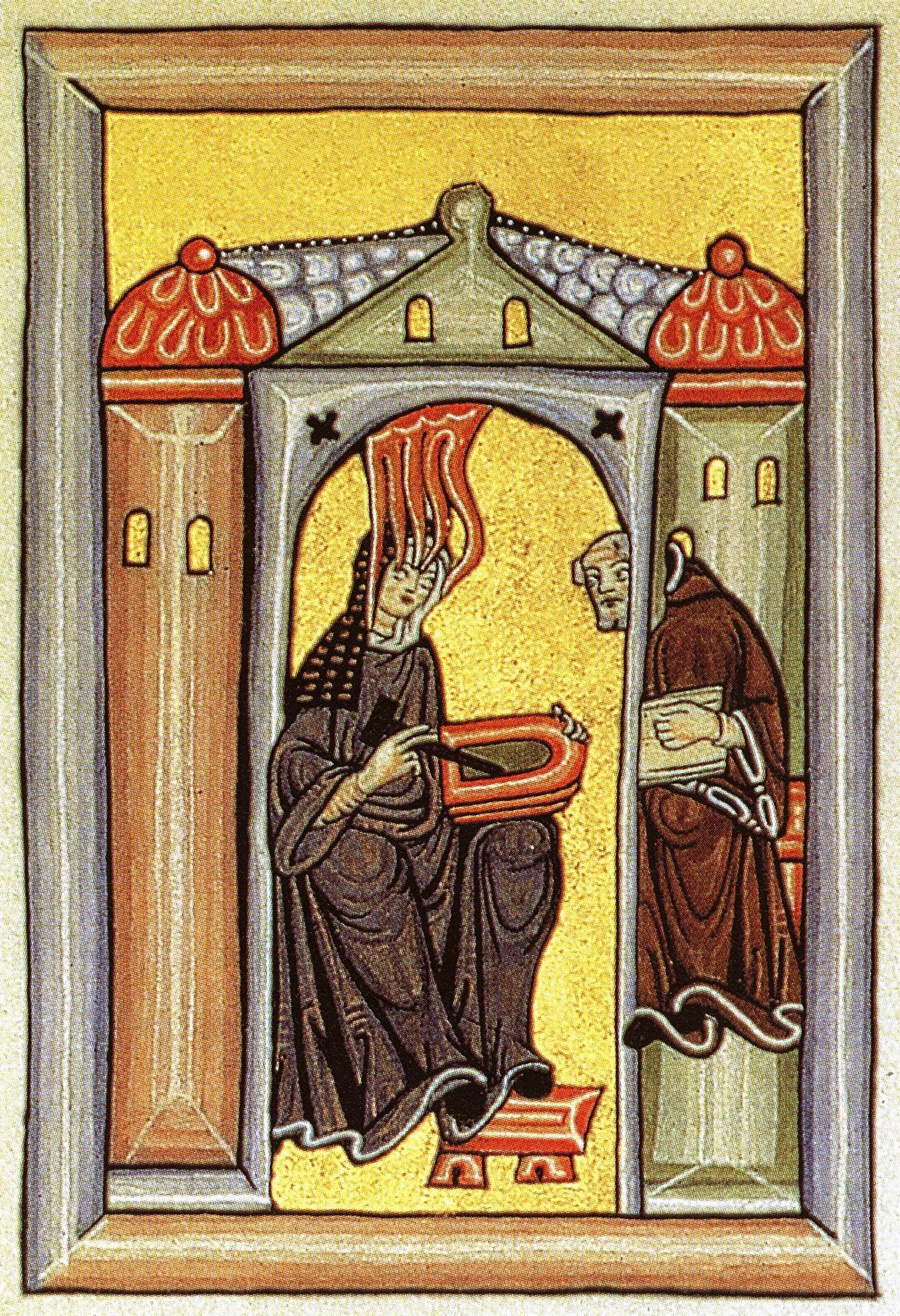
Hildegard von Bingen († 1179)

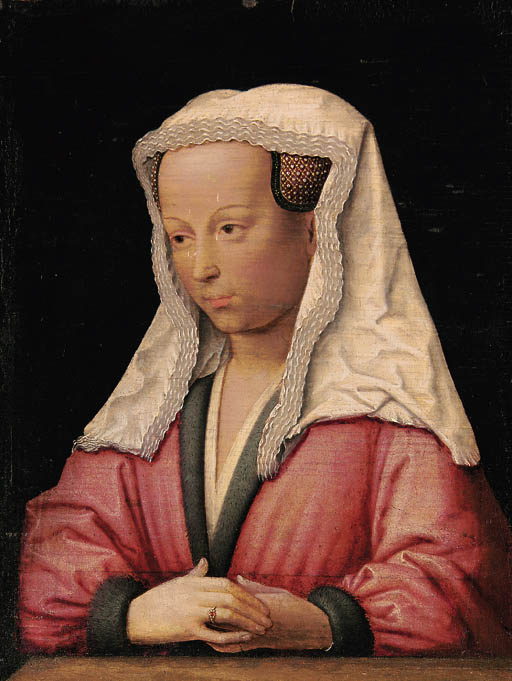
Bonne d’Artois († 1425)

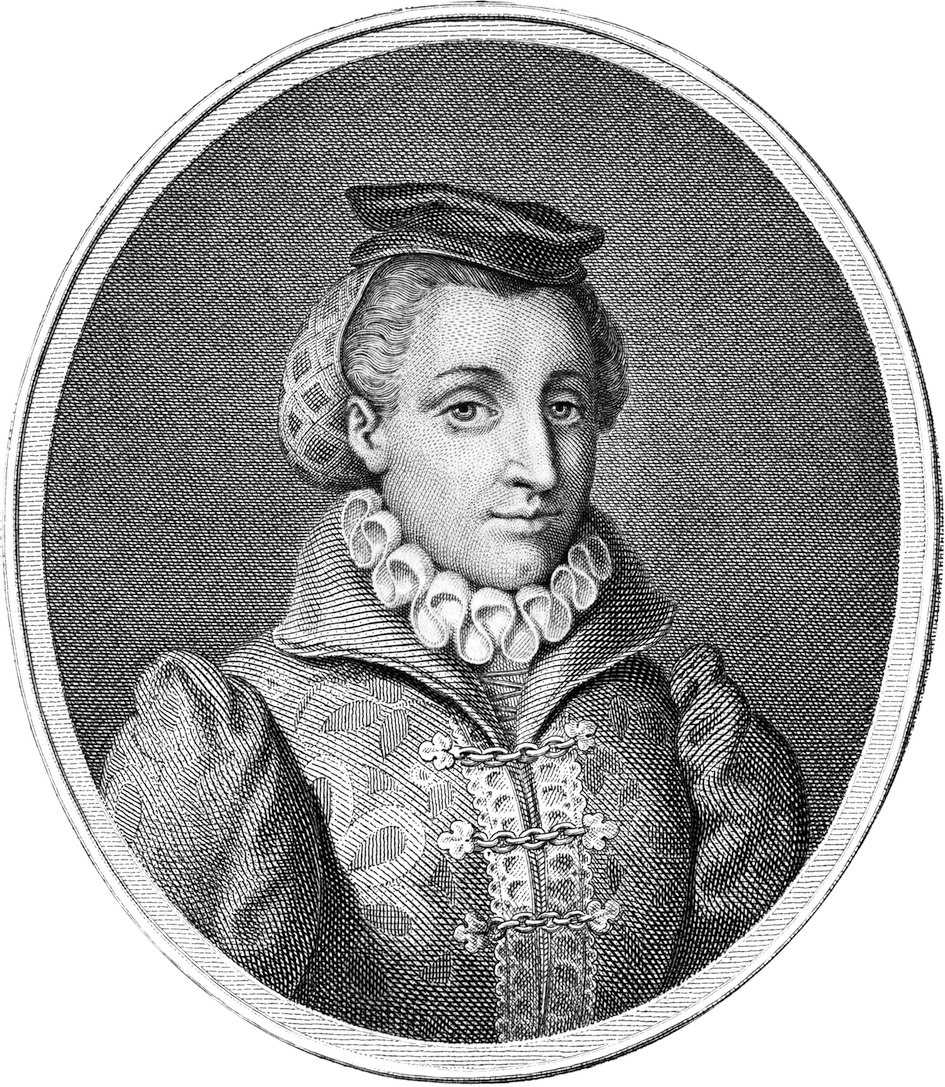
Anna Bullinger († 1564)

- 0705: Lambert von Lüttich, Bischof von Maastricht und Märtyrer
- 0862: Badurad, zweiter Bischof von Paderborn
- 0936: Unni, Erzbischof von Bremen-Hamburg und erster Missionar in Skandinavien
- 1025: Hugo, französischer Mitkönig, Sohn Roberts II.
- 1122: Hermann, Bischof von Prag
- 1134: Muirchertach Mac Domnall, Erzbischof von Armagh
- 1148: Conan III., Herzog der Bretagne und Graf von Nantes
- 1176: Balduin von Antiochia, Prinz von Antiochia
- 1179: Hildegard von Bingen, deutsche Mystikerin; Verfasserin theologischer und medizinischer Werke; Komponistin geistlicher Lieder
- 1184: Simon de Toeni, Bischof von Moray
- 1224: Song Ningzong, Kaiser der Song-Dynastie in China
- 1225: Wilhelm VI., Markgraf von Montferrat
- 1257: Heinrich I. von Bilversheim, Bischof von Bamberg und Administrator von Chiemsee
- 1281: Amadeus von Roussillon, Bischof von Valence
- 1310: Bernhard III., Reichsgraf von Wölpe sowie Erzbischof von Magdeburg und Bremen
- 1360: Rudolf Brun, Bürgermeister von Zürich
- 1364: Robert von Tarent, Fürst von Tarent, Albanien und Achaia sowie Titularkaiser von Konstantinopel
- 1376: Jarosław Bogoria, Erzbischof von Gnesen
- 1378: Marquard Bermann, Bischof von Schwerin
- 1422: Alamanno Adimari, italienischer Kardinal
- 1425: Bonne d’Artois, französische Adlige
- 1425: Vinzenz von Wartenberg, böhmischer Adliger, Oberstburggraf von Böhmen
- 1462: Anna, Landgräfin von Hessen
- 1482: Wilhelm der Tapfere, Herzog von Sachsen
- 1503: Giovanni Pontano, italienischer Poet und Humanist
- 1513: Johann V., Herzog von Zator
- 1528: Íñigo Fernández de Velasco y Mendoza, spanischer Politiker
- 1533: Philipp I. von Baden, Markgraf von Baden
- 1536: Simon V., Graf zur Lippe
- 1542: Dionisio Neagrus Laurerio, italienischer Kardinal
- 1546: Juan de Carvajal, spanischer Konquistador und Gründer der Stadt El Tocuyo
- 1547: Friedrich II., Herzog von Liegnitz und Brieg
- 1564: Anna Bullinger, Ordensfrau, später Ehefrau des Reformators Heinrich Bullinger
- 1566: Hieronymus Tilesius, deutscher lutherischer Theologe und Reformator
- 1574: Pedro Menéndez de Avilés, spanischer Admiral, Entdecker und Kolonialbeamter
- 1575: Heinrich Bullinger, Schweizer Reformator

### 17. Jahrhundert

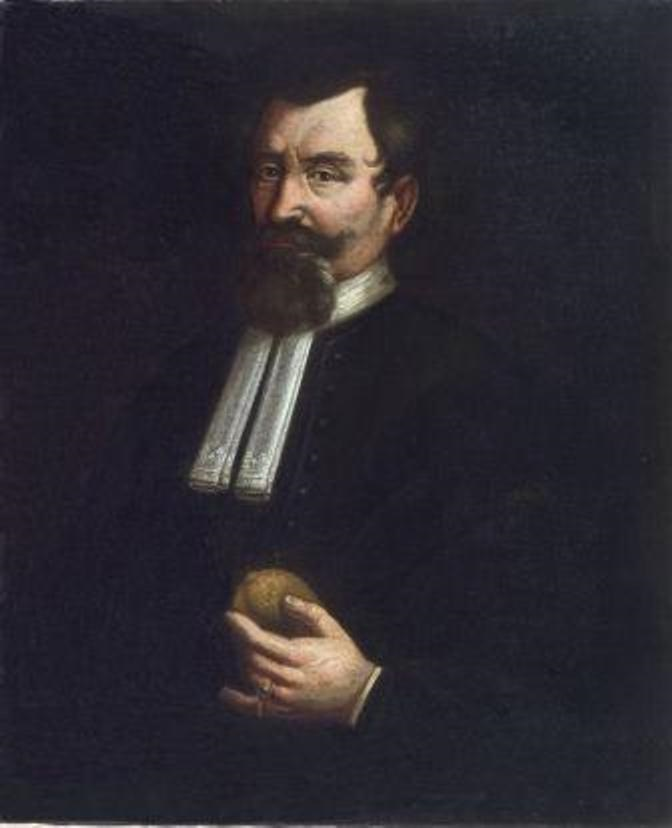
Henning Brabandt († 1604)

- 1604: Henning Brabandt, deutscher Jurist, Bürgerhauptmann und herzoglicher Hofprokurator
- 1604: Lucas Osiander der Ältere, deutscher Pfarrer der Evangelischen Landeskirche in Württemberg
- 1609: Judah Löw, Prager Rabbiner, Talmudist und Philosoph
- 1611: Johannes Corputius, Autor des farbigen Corputius-Planes
- 1613: Elisabeth Droste zu Senden, Äbtissin im Stift Nottuln
- 1621: Robert Bellarmin, italienischer Theologe, Jesuit und Kirchenlehrer, Vertreter des römischen Katholizismus und der Gegenreformation
- 1623: Lothar von Metternich, Erzbischof und Kurfürst von Trier
- 1625: Anton von der Streithorst, braunschweigischer Staatsmann
- 1626: Johann Schweikhard von Cronberg, Erzbischof und Kurfürst von Mainz
- 1627: Wilhelm Ulrich Romanus, deutscher Rechtswissenschaftler
- 1632: Sissinios, Kaiser von Äthiopien
- 1636: Stefano Maderno, italienischer Bildhauer
- 1658: Caspar von Barth, deutscher Philologe
- 1658: Georg Philipp Harsdörffer, deutscher Dichter des Barock

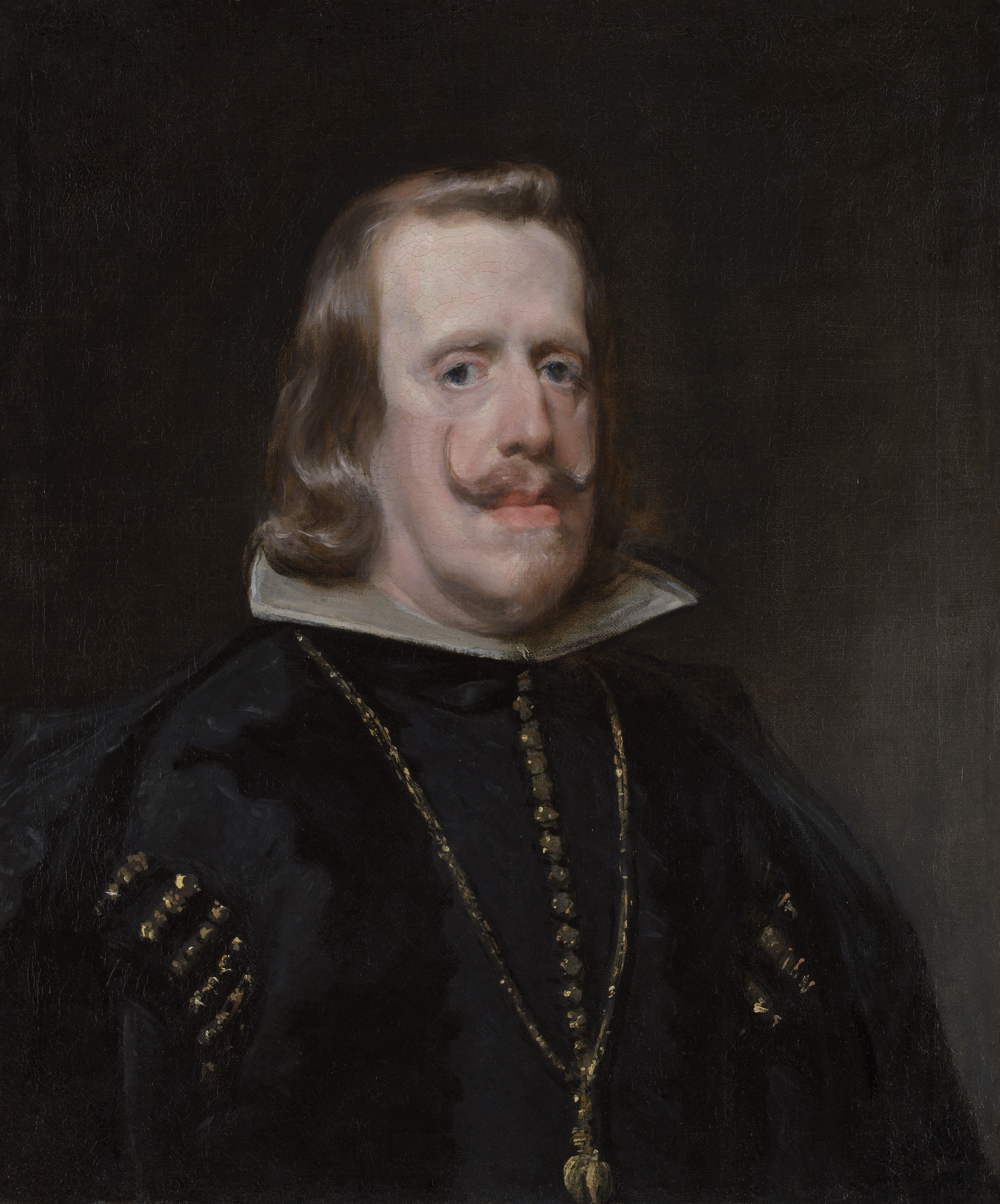
Philipp IV. († 1665)

- 1665: Philipp IV., König von Spanien und König von Portugal
- 1666: August der Jüngere, Herzog zu Braunschweig-Lüneburg, Fürst von Braunschweig-Wolfenbüttel
- 1674: Hyeonjong, 18. König der Joseon-Dynastie in Korea
- 1679: Juan José de Austria, spanischer Heerführer und Staatsmann
- 1699: August, Herzog von Schleswig

### 18. Jahrhundert
- 1702: Olof Rudbeck der Ältere, schwedischer Polyhistor

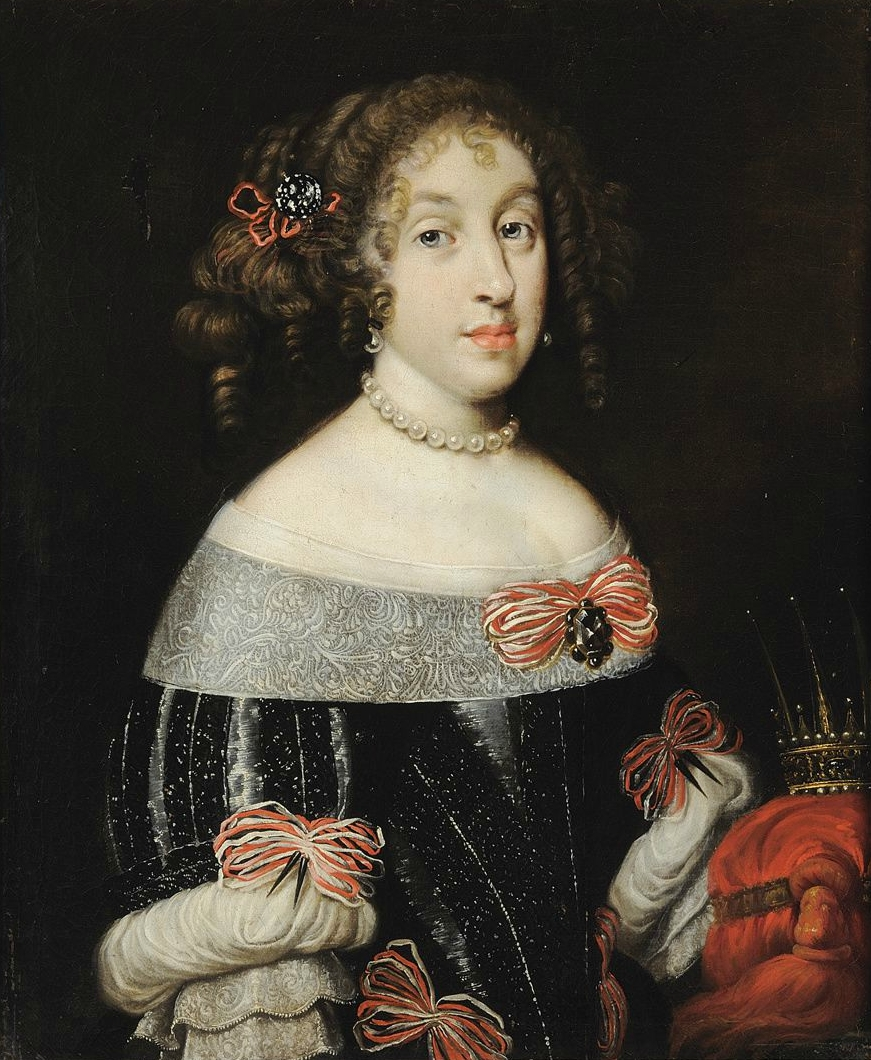
Marguerite Louise d’Orléans († 1721)

- 1721: Marguerite Louise d’Orléans, Großherzogin der Toskana
- 1726: Louis Remy de la Fosse, französischer Architekt, der in Deutschland wirkte
- 1731: Gustav Samuel Leopold, letzter Herzog von Pfalz-Zweibrücken-Kleeburg und Pfalz-Zweibrücken
- 1732: Josef Antonín Planický, böhmischer Komponist
- 1736: Franz Ludwig Schenk von Castell, Fürstbischof des Hochstifts Eichstätt
- 1737: Arthur Middleton, britischer Gouverneur von South Carolina
- 1748: Philipp Gerlach, preußischer Architekt
- 1748: Maria Karolina, Erzherzogin von Österreich, Prinzessin von Ungarn, Böhmen und der Toskana
- 1749: Johann Friedrich Penther, deutscher Mathematiker und Architekturtheoretiker
- 1750: Carl Theodorus Pachelbel, deutscher Organist und Komponist in den amerikanischen Kolonien
- 1752: Caspar Nicolaus Overbeck, deutscher evangelischer Theologe
- 1759: Adalbert II. von Walderdorff, Propst in Blankenau sowie Fürstabt und Bischof von Fulda
- 1761: Georg Matthias Bose, deutscher Physiker und Astronom

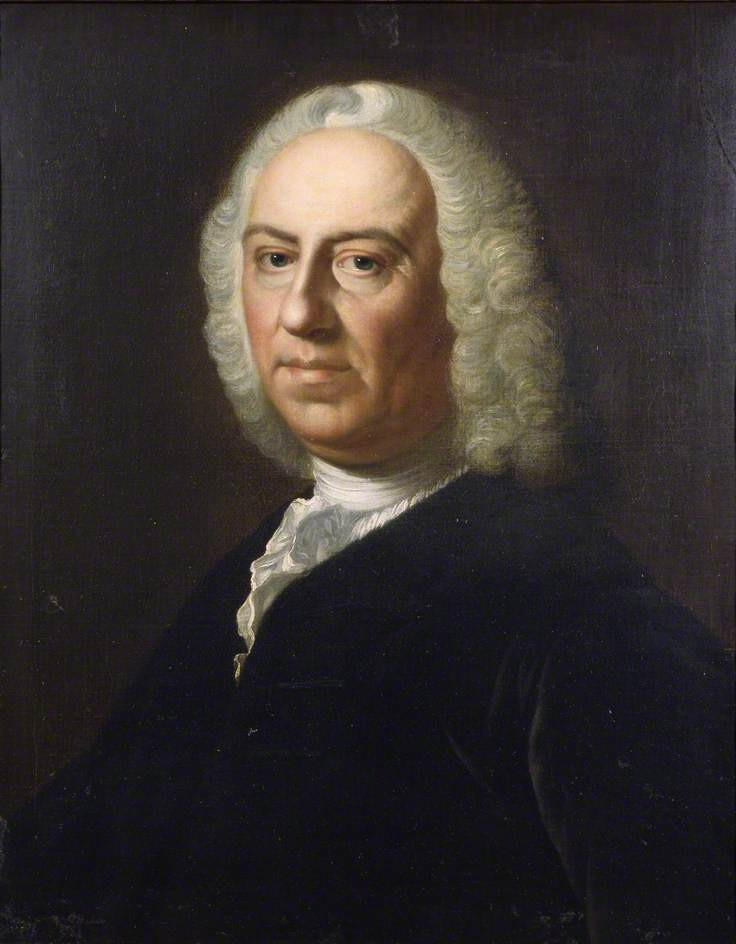
Francesco Geminiani († 1762)

- 1762: Francesco Geminiani, italienischer Geiger, Komponist
- 1764: Johann Christoph Struchtmeyer, deutscher reformierter Theologe, Historiker und Rhetoriker.
- 1767: Edward, Duke of York and Albany, britischer Prinz und Admiral
- 1770: Johann Rudolph von Ahlefeldt, Herr der Güter Damp und Saxdorf
- 1771: Tobias Smollett, schottischer Schriftsteller
- 1774: Levin von Barby, preußischer Landrat
- 1778: Michel-Ange Duquesne de Menneville, französischer Marineoffizier und Generalgouverneur von Neufrankreich
- 1779: John Campbell, 1. Baron Campbell, britischer Politiker und Jurist
- 1786: Tokugawa Ieharu, japanischer Shōgun
- 1800: Nathan Adler, deutscher Kabbalist und Rabbiner

### 19. Jahrhundert

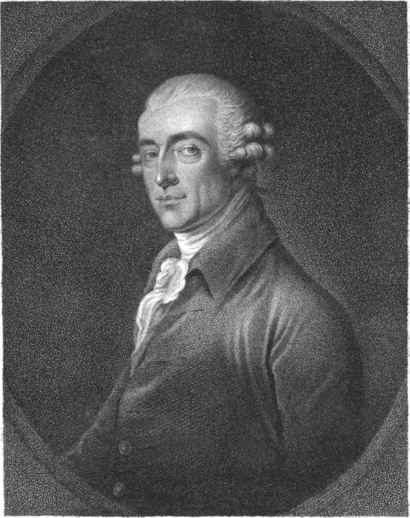
Richard Owen Cambridge (1717–1802)

- 1802: Richard Owen Cambridge, englischer Dichter, Gutsbesitzer und Historiker
- 1803: Richard Smith, US-amerikanischer Politiker
- 1803: Franz Xaver Süßmayr, österreichischer Komponist
- 1811ː Anna Margaretha Zwanziger, deutsche Serienmörderin
- 1813: Ignaz Kober, Wiener Hoforgelbauer
- 1814: Jacques Bernard d’Anselme, französischer Generalleutnant
- 1814: Vicente Salias, venezolanischer Revolutionär, Journalist und Schriftsteller
- 1818: Ignaz Pickel, deutscher Geistlicher, Astronom, Ur- und Frühgeschichtsforscher, Mathematiker und Lehrbuchautor
- 1822: Louise Brachmann, deutsche Schriftstellerin
- 1823: Abraham Louis Breguet, Schweizer Uhrmacher und Mechaniker
- 1831: Joseph Lange, deutscher Schauspieler, Maler, Komponist und Schriftsteller
- 1836: Antoine-Laurent de Jussieu, französischer Botaniker
- 1846: Antonio Dall’Occa, italienischer Kontrabassist
- 1854ː Wilhelmine Witte, deutsche Astronomin, die das erste Präzisionsmodell der Oberfläche des Mondes herstellte
- 1855: Ernst Christian Gottlieb Jens Reinhold, deutscher Philosoph
- 1856: Ninomiya Sontoku, japanischer Agrarreformer
- 1858: Theodor Franz Christian von Seckendorff, preußischer Diplomat
- 1862: Lawrence O’Bryan Branch, US-amerikanischer Politiker
- 1863: Blasius Höfel, österreichischer Kupferstecher

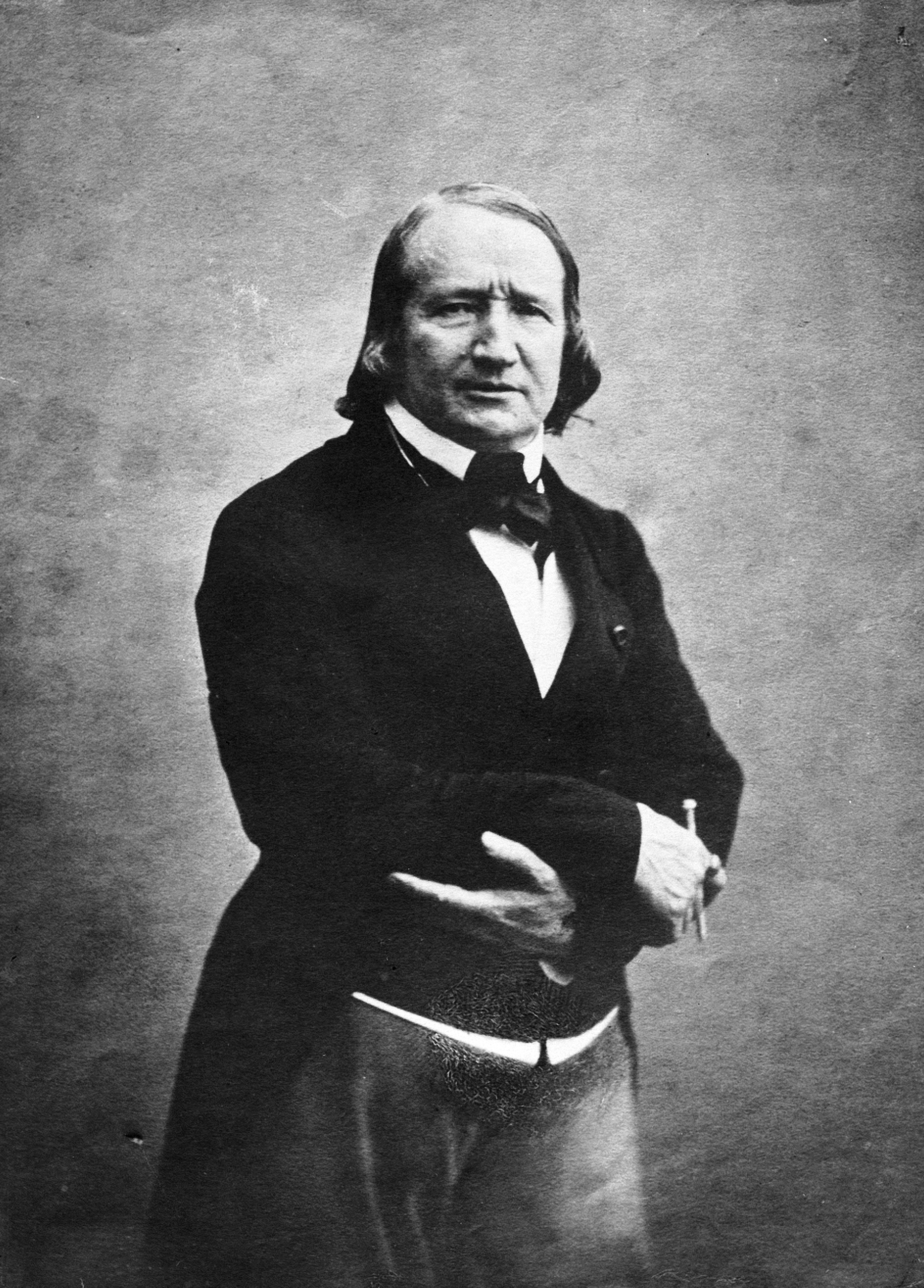
Alfred de Vigny († 1863)

- 1863: Alfred de Vigny, französischer Schriftsteller
- 1864: Walter Savage Landor, englischer Schriftsteller
- 1877: William Henry Fox Talbot, englischer Erfinder des Negativ-Positiv-Verfahrens
- 1878: Jakob Anderegg, Schweizer Bergführer
- 1879: Eugène Viollet-le-Duc, französischer Architekt und Kunsthistoriker
- 1891: Lorenz Brentano, deutscher Jurist und badischer Politiker
- 1891: Josef Maximilian Petzval, ungarndeutscher Mathematiker und Physiker
- 1892: Rudolf von Jhering, deutscher Rechtsgelehrter
- 1892: Ignaz Vinzenz Zingerle, Südtiroler Literaturwissenschaftler und Schriftsteller
- 1893: Michael Rostock, sorbischer Botaniker und Entomologe
- 1896: Auguste Margarethe Feddersen, deutsche Malerin

### 20. Jahrhundert

#### 1901–1950

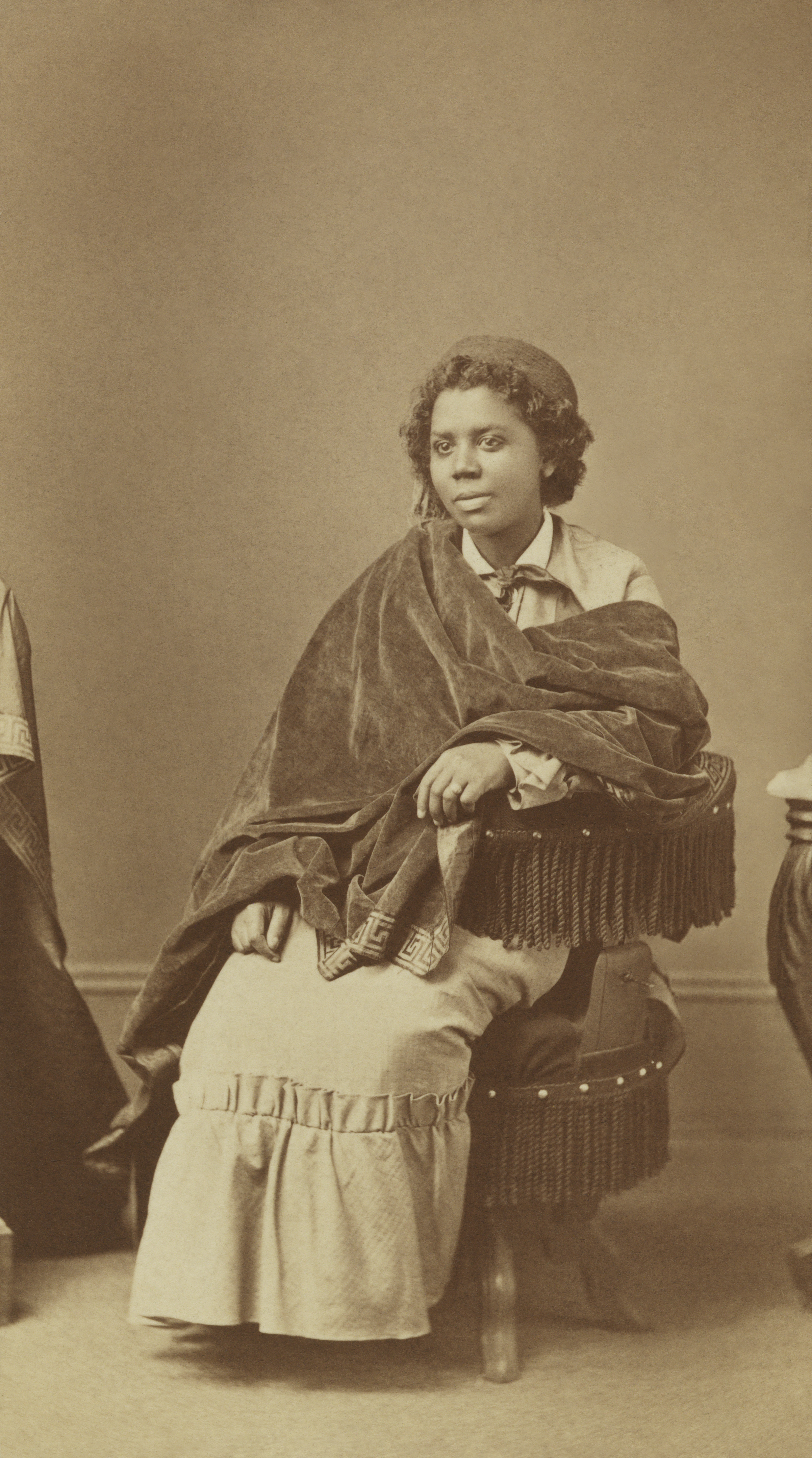
Edmonia Lewis († 1907)

- 1901: Bernhard Poll, deutscher Historiker
- 1907: Edmonia Lewis, US-amerikanische Bildhauerin

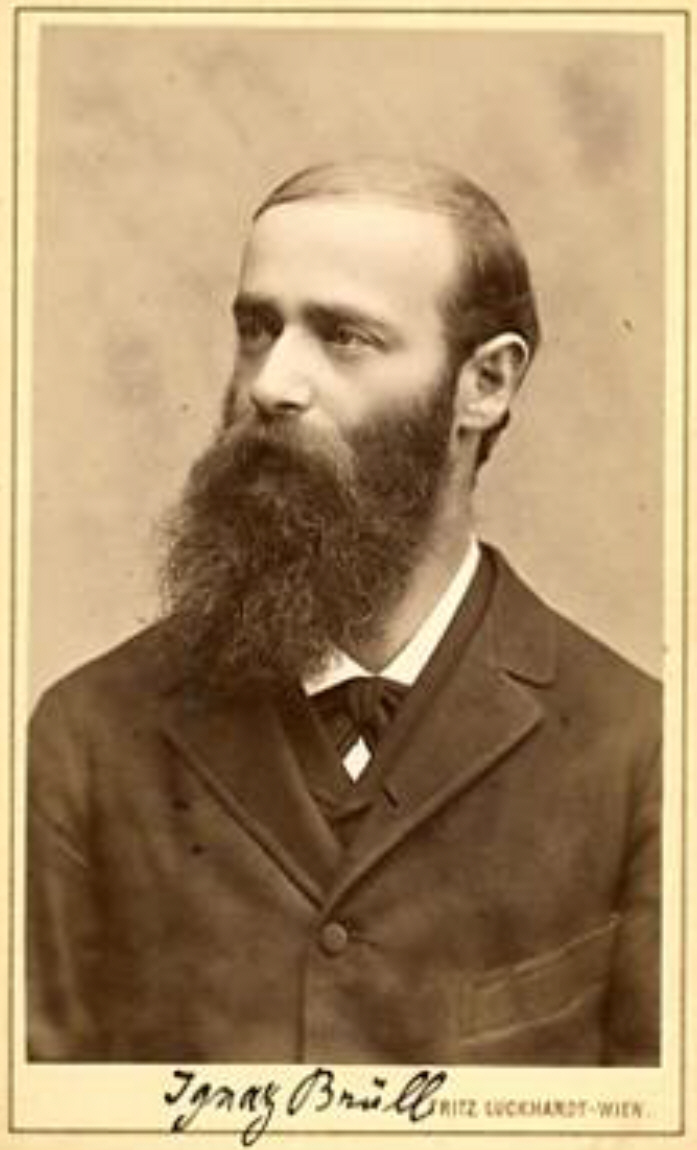
Ignaz Brüll († 1907)

- 1907: Ignaz Brüll, österreichischer Komponist und Pianist
- 1908: Thomas E. Selfridge, US-amerikanischer Luftfahrtpionier
- 1909: Alexander Strakosch, österreichischer Theaterschauspieler und Rezitator
- 1916: Hermann Krone, deutscher Fotograf, Wissenschaftler und Publizist
- 1916: Seth Low, US-amerikanischer Pädagoge und Politiker
- 1917: Warwara Alexejewna Morosowa, russische Unternehmerin und Mäzenin
- 1919: Richard Abé, deutscher Stahlformgießer
- 1919: August Wilhelm Otto Niemann, deutscher Schriftsteller
- 1921: Philipp zu Eulenburg, deutscher Diplomat
- 1921: Filip Rězak, sorbischer Pfarrer, Übersetzer und Wörterbuchautor
- 1923: Otto Böckel, deutscher Bibliothekar, Volksliedforscher und antisemitischer Politiker
- 1925: Johann Rudolf Krenger, Schweizer Lehrer und Komponist

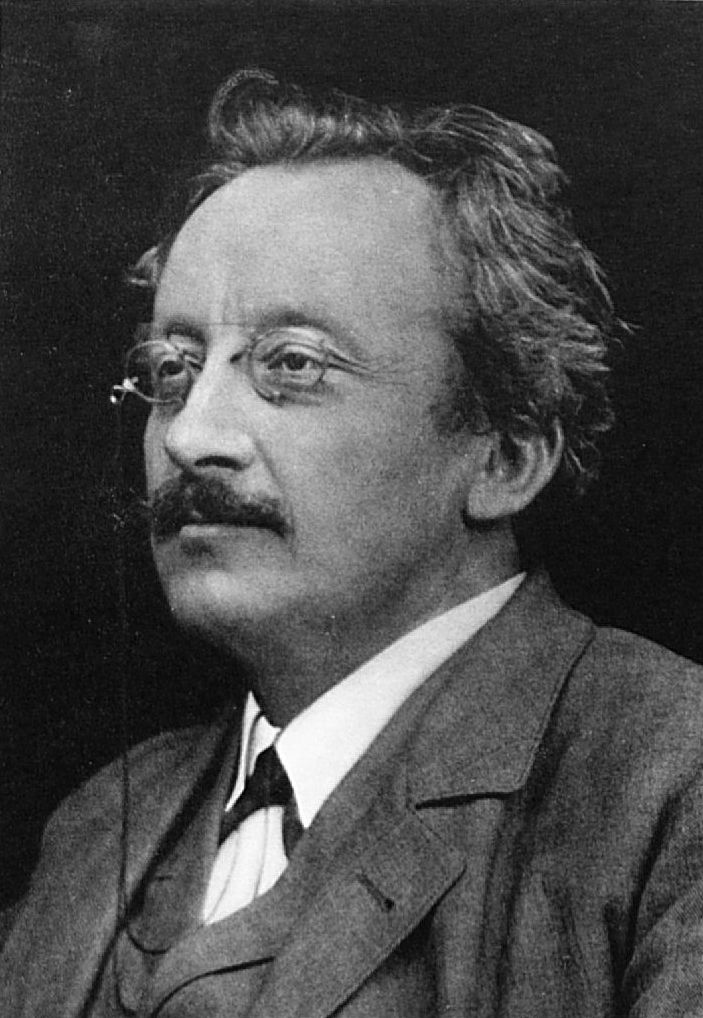
Gustav Roethe († 1926)

- 1926: Gustav Roethe, deutscher Altgermanist
- 1926: August Sauer, österreichischer Literaturwissenschaftler
- 1928: Wakayama Bokusui, japanischer Schriftsteller
- 1930: Maurice Cappé, französischer Autorennfahrer
- 1938: Nikolai Dmitrijewitsch Kondratjew, russischer Wirtschaftswissenschaftler
- 1938: Murakami Kijō, japanischer Lyriker
- 1939: Georges Pitoëff, französischer Schauspieler, Regisseur und Theaterleiter
- 1939: Otto Ruff, deutscher Chemiker
- 1941: Edgar Weil, deutscher Germanist, Dramaturg und Kaufmann
- 1941ː Anna Wrangel, deutsch-schwedische Porträt- und Landschaftsmalerin
- 1942: Cecilia Beaux, US-amerikanische Malerin
- 1942: Henri Hinrichsen, deutscher Verleger
- 1943: Estella Agsteribbe, niederländische Kunstturnerin, Schoa-Opfer
- 1943ː Henriëtte Pimentel, niederländische Widerstandskämpferin, NS-Opfer
- 1944: Karl Pannos, österreichischer Turner
- 1945: Charles Spearman, britischer Psychologe
- 1948: Emil Ludwig, deutscher Schriftsteller
- 1948: Folke Bernadotte, schwedischer Offizier und Philanthrop, Vizepräsident des schwedischen Roten Kreuzes
- 1948: Ruth Benedict, US-amerikanische Anthropologin

#### 1951–2000
- 1951: Jimmy Yancey, US-amerikanischer Musiker
- 1952: Fred Sauer, österreichischer Schauspieler, Regisseur und Drehbuchautor
- 1953: Egon Caesar Conte Corti, österreichischer Schriftsteller

Emil Ermatinger († 1953)

- 1953: Emil Ermatinger, Schweizer Germanist
- 1953: Erdet Wenxiu, Nebenfrau des letzten Kaisers von China Puyi
- 1954: Nicolaus Wendelin Schmidt, deutscher Bildhauer
- 1961: Adnan Menderes, türkischer Politiker, Regierungschef
- 1963: Eduard Spranger, deutscher Philosoph, Pädagoge und Psychologe
- 1964: Nicolás Casimiro, dominikanischer Sänger
- 1965: Alejandro Casona, spanischer Schriftsteller
- 1965: Moscheh Ya’akov Ben-Gavriêl, israelischer Schriftsteller
- 1966: Fritz Wunderlich, deutscher Opernsänger (lyrischer Tenor)
- 1967: Karl Adams, US-amerikanischer Baseballspieler
- 1967: Jean Rolland, französischer Autorennfahrer

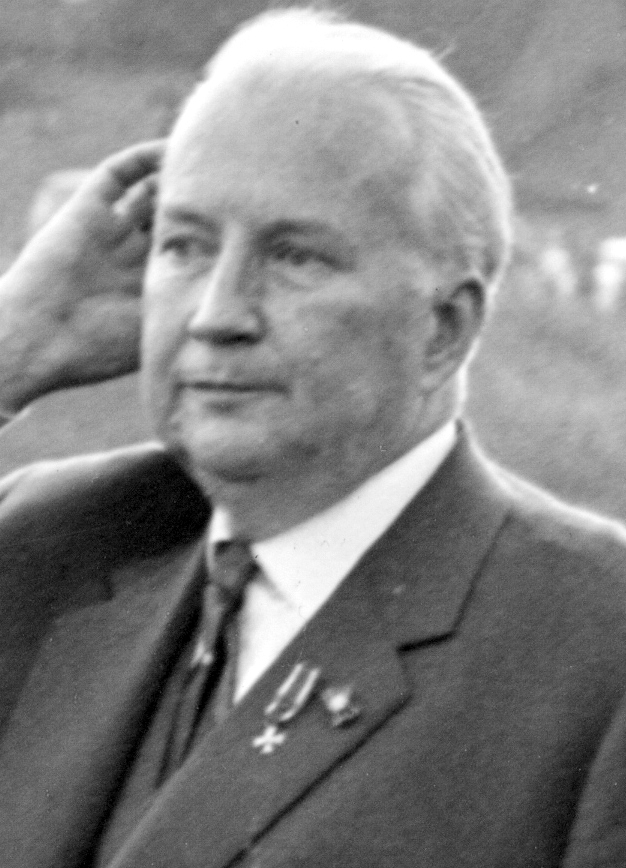
Hans-Christoph Seebohm († 1967)

- 1967: Hans-Christoph Seebohm, deutscher Politiker, MdL, MdB, Bundesminister
- 1969: Édouard Mignan, französischer Organist und Komponist
- 1970: Désiré Keteleer, belgischer Radrennfahrer
- 1971: Auguste Castille, französischer Turner
- 1972: Akim Tamiroff, russisch-amerikanischer Schauspieler
- 1973: Hugo Winterhalter, US-amerikanischer Bandleader
- 1974: René Graetz, deutscher Bildhauer und Grafiker
- 1974: André Dunoyer de Segonzac, französischer Maler
- 1975: Krešimir Baranović, kroatischer Komponist und Dirigent
- 1976: Reine Bibois, italienische Dichterin frankoprovenzalischer Sprache
- 1976: John D. Schiff, deutsch-amerikanischer Fotograf
- 1977ː Ruth Andreas-Friedrich, deutsche Widerstandskämpferin gegen den Nationalsozialismus und Schriftstellerin
- 1979: Günther Jachmann, deutscher Altphilologe
- 1979: Miloslav Kabeláč, tschechischer Komponist und Dirigent
- 1980: Anastasio Somoza Debayle, Staatspräsident von Nicaragua
- 1980: Bianca Stagno Bellincioni, italienische Sängerin und Schauspielerin
- 1982: Manos Loïzos, griechischer Komponist
- 1984: Richard Basehart, US-amerikanischer Schauspieler
- 1985ː Laura Ashley, walisische Designerin
- 1987: Bradford Tracey, deutscher Pianist und Cembalist

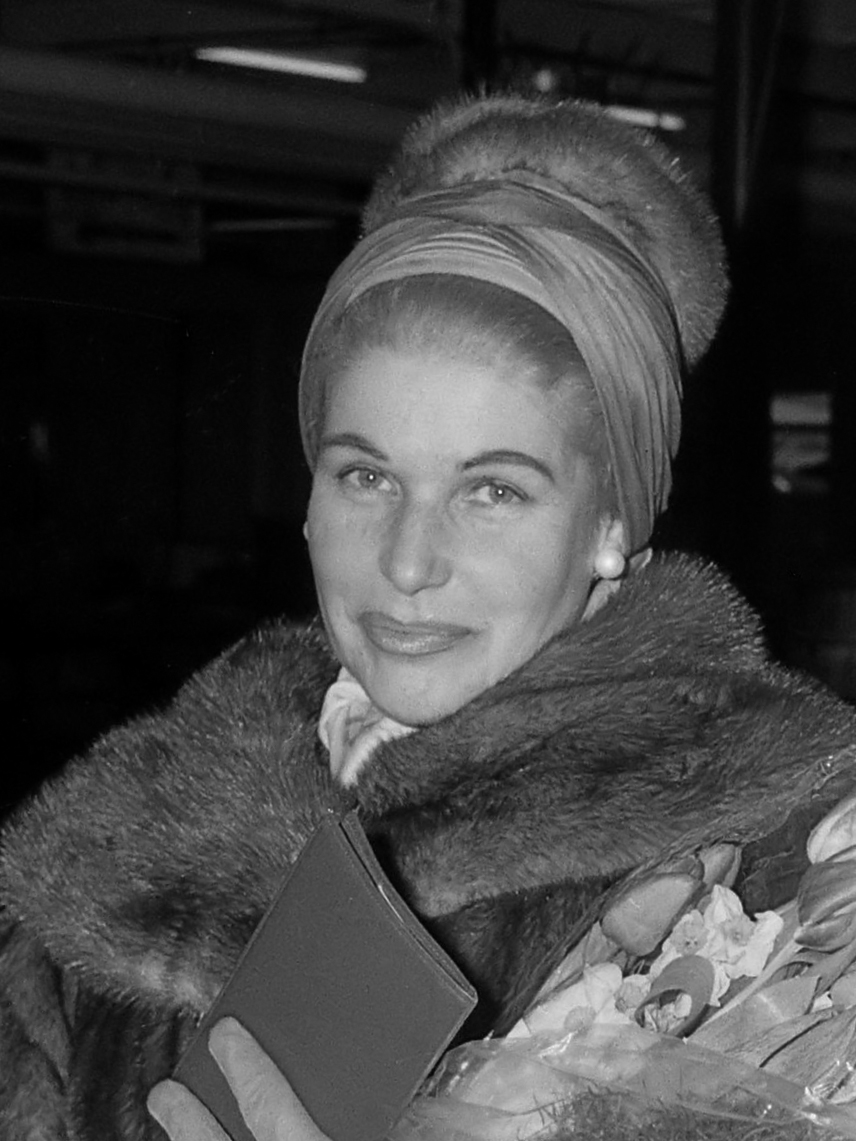
Hilde Güden († 1988)

- 1988: Hilde Güden, österreichische Koloratursopranistin und Kammersängerin
- 1993: Baligh Hamdi, ägyptischer Komponist
- 1994: Gego, deutsch-venezolanische Bildhauerin
- 1994: Vitas Gerulaitis, US-amerikanischer Tennisspieler
- 1994: Karl Popper, österreichischer und britischer Philosoph und Wissenschaftstheoretiker
- 1995: Wim ter Burg, niederländischer Komponist, Kirchenmusiker, Chordirigent und Musikpädagoge
- 1995: Astrid Krebsbach, deutsche Tischtennisspielerin
- 1995: Friedrich Schütter, deutscher Schauspieler und Intendant
- 1995: Gottfried Bermann Fischer, deutscher Verleger
- 1996: Spiro Theodore Agnew, US-Vizepräsident, Gouverneur von Maryland
- 1996: Marianne Bachmeier, deutsche Gastwirtin, die im Gerichtssaal den mutmaßlichen Mörder ihrer Tochter erschoss
- 1996: Arnold Peters, kanadischer Politiker
- 1997: Jan P. Syse, norwegischer Politiker
- 1997: Red Skelton, US-amerikanischer Schauspieler
- 1998: Gustav Nezval, tschechischer Schauspieler
- 2000: Paul Jordan deutscher Generalmajor des Heeres

### 21. Jahrhundert

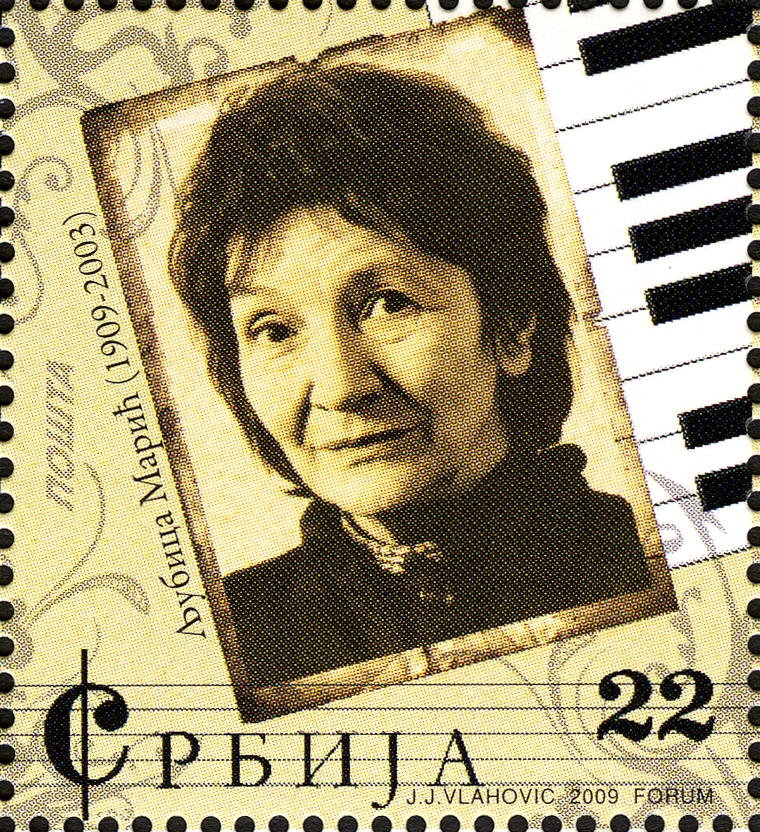
Ljubica Marić († 2003)

- 2002: Dodo Marmarosa, US-amerikanischer Jazzpianist
- 2003: Erich Hallhuber, deutscher Schauspieler
- 2003: Ljubica Marić, serbische Komponistin
- 2004: Abu Anas asch-Schami, irakischer Terrorist
- 2004: Heinz Frehsee, deutscher Politiker, MdB, MdEP

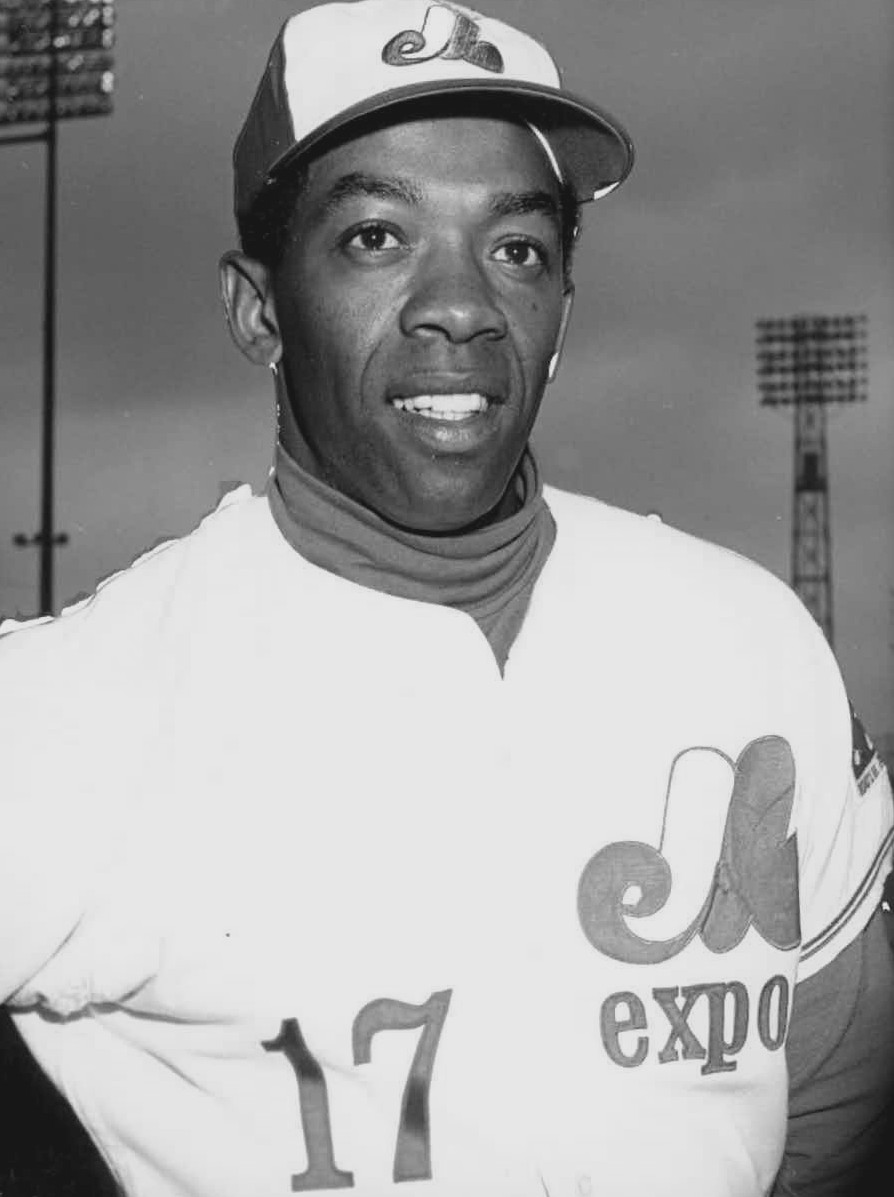
Donn Clendenon († 2005)

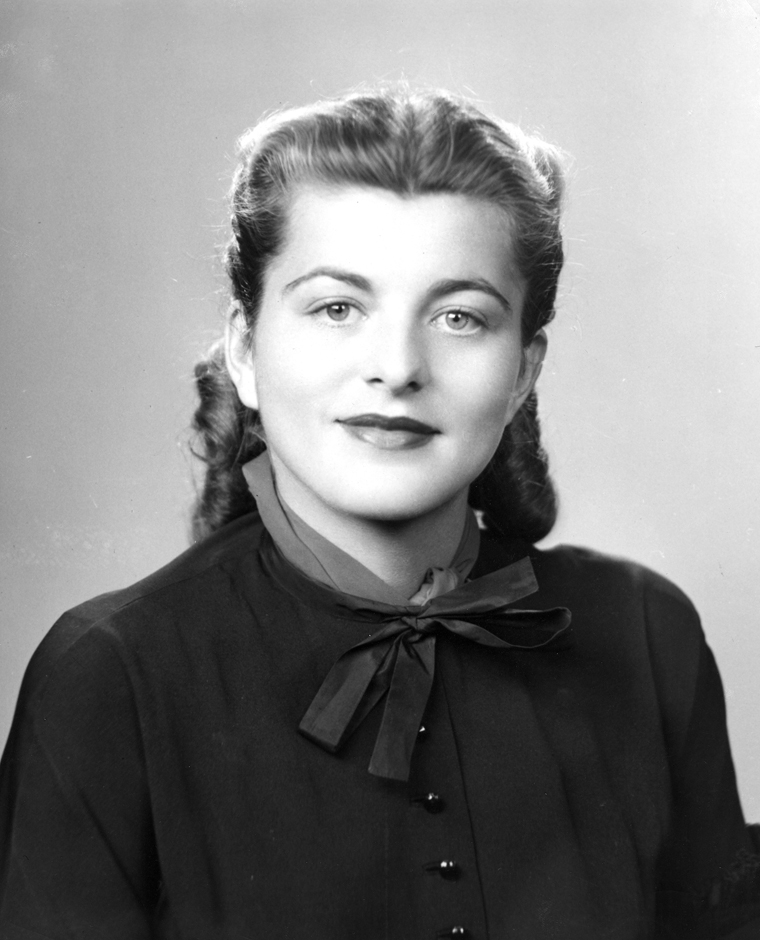
Patricia Kennedy Lawford († 2006)

- 2005: Donn Clendenon, US-amerikanischer Baseballspieler
- 2005: Jacques Lacarrière, französischer Schriftsteller
- 2006: Al Casey, US-amerikanischer Gitarrist
- 2006: Patricia Kennedy Lawford, Schwester von John F. Kennedy
- 2006: Ed Ulinski, US-amerikanischer American-Football-Spieler und -Trainer
- 2008: Joachim Koch, deutscher Philosoph
- 2008: Christiane Volger, deutsche Forstwissenschaftlerin
- 2009: Leon Kirchner, US-amerikanischer Komponist
- 2009: Raimund Ochabauer, österreichischer Geistlicher
- 2010: Hannskarl Salger, deutscher Richter, Vizepräsident des Bundesgerichtshofes
- 2012: Ilse Konell, deutsche Literaturmäzenin
- 2012: Manuel Troncoso, dominikanischer Komponist
- 2013: Gotthard Muhr, österreichischer Künstler
- 2013: Martí de Riquer, spanischer Romanist
- 2014: George Hamilton IV., US-amerikanischer Countrysänger
- 2014: Wolfgang Held, deutscher Schriftsteller und Drehbuchautor
- 2015: Dettmar Cramer, deutscher Fußballtrainer
- 2015: Marcel Müller-Wieland, Schweizer Pädagoge und Philosoph
- 2016: Bahman Golbarnezhad, iranischer Radsportler
- 2016: Rolf Peter Sieferle, deutscher Historiker
- 2017: Eugenio Bersellini, italienischer Fußballspieler und -trainer
- 2017: Rolf A. Weil, deutsch-US-amerikanischer Ökonom
- 2018: Celia Barquín Arozamena, spanische Golferin

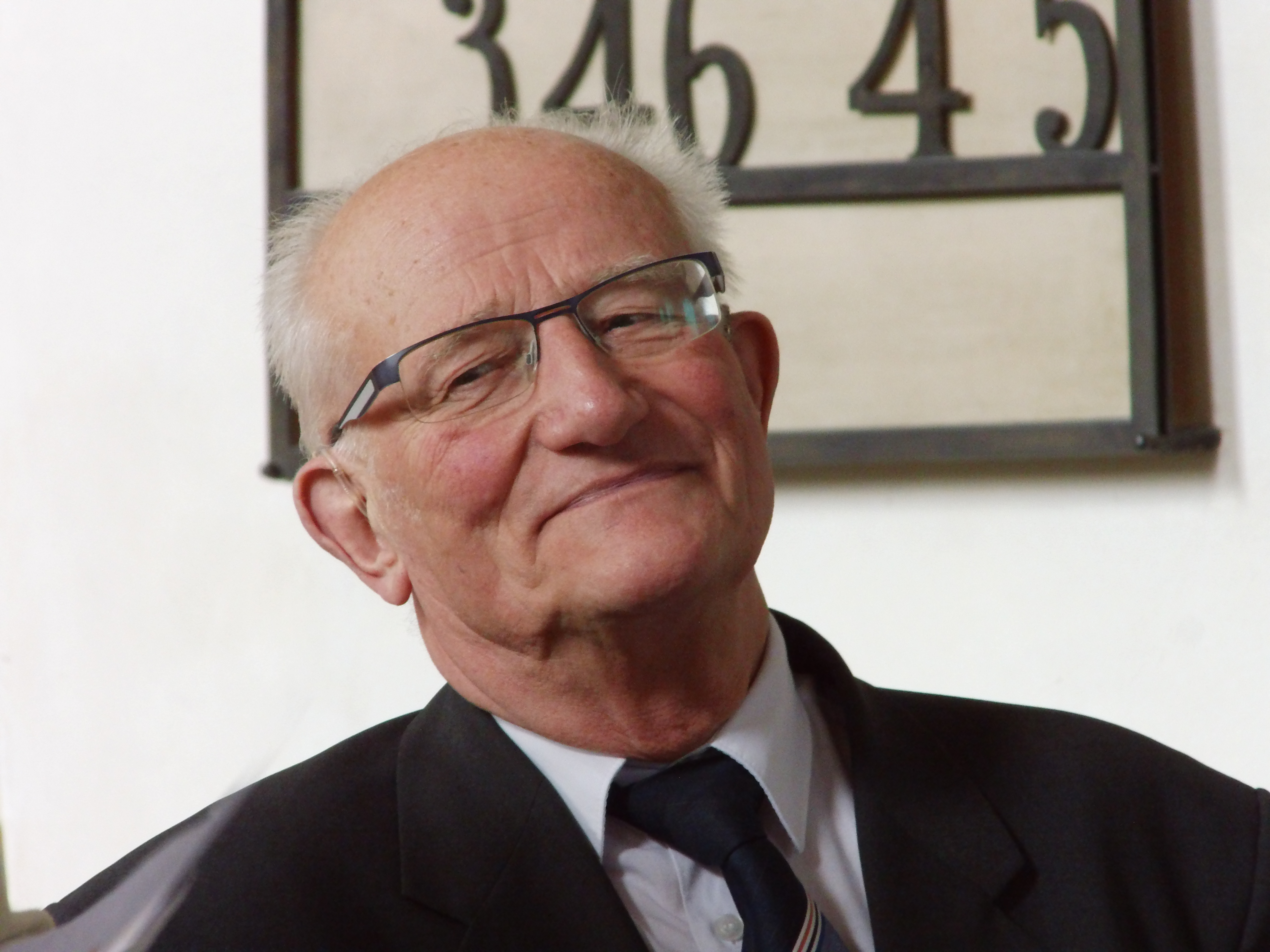
Ralf Thomas († 2018)

- 2018: Ralf Thomas, deutscher Theologe und Historiker
- 2019: Harold Mabern, US-amerikanischer Jazzpianist
- 2019: Dina Ugorskaja, deutsche Pianistin
- 2019: Daniel Wayenberg, niederländischer Pianist und Komponist
- 2020: Terry Goodkind, US-amerikanischer Schriftsteller
- 2020: Paul Hermanek, deutscher Pathologe und Onkologe
- 2021: Abd al-Aziz Bouteflika, algerischer Politiker
- 2021: Alfonso Sastre, spanischer Schriftsteller
- 2022: Kelsang Gyatso, tibetischer Geistlicher
- 2022: Igor Fjodorowitsch Maslennikow, sowjetisch-russischer Filmregisseur, Drehbuchautor und Filmproduzent
- 2022: Christian Rätsch, deutscher Altamerikanist und Ethnopharmakologe

## Feier- und Gedenktage
- Kirchliche Gedenktage
  - Hl. Hildegard von Bingen, deutsche Klostergründerin, Äbtissin bei Bingen und Mystikerin (evangelisch, anglikanisch, römisch-katholisch)
  - Heinrich Bullinger, Schweizer Pfarrer und Reformator (evangelisch)
  - Hl. Lambertus, fränkischer Bischof und Märtyrer (römisch-katholisch)
  - Hl. Robert Bellarmin, Kardinal und Kirchenlehrer (römisch-katholisch)
  - Hl. Satyrus von Mailand, römischer Präfekt und Märtyrer (römisch-katholisch)
- Namenstage
  - Ariane, Hildegard, Lambert, Robert

Weitere Einträge enthält die Liste von Gedenk- und Aktionstagen.